# Niederösterreich
Niederösterreich ist das flächengrößte und zweitbevölkerungsreichste Bundesland der Republik Österreich. Erstmals erwähnt als Ostarrîchi im Jahr 996 n. Chr., erlangte es als Erzherzogtum Österreich unter der Enns seine größte Ausdehnung und wurde 1920, nunmehr ohne die Stadt Wien, als eigenes Bundesland konstituiert. 1986 wurde St. Pölten Landeshauptstadt. Niederösterreich ist Teil der Europaregion Centrope.

## Geographie
Niederösterreich ist mit einer Fläche von 19.180,08 km² das flächengrößte Bundesland Österreichs. Es umschließt die Bundeshauptstadt Wien (134,9 km Grenze) und grenzt
- im Norden an Südböhmen und Südmähren (beide Tschechien, 333,6 km Staatsgrenze),
- im Nordosten an den Tyrnauer und den Pressburger/Bratislavaer Landschaftsverband (beide Slowakei, 80,7 km) sowie innerösterreichisch
- im Südosten an das Burgenland (207,9 km),
- im Süden an die Steiermark (187,4 km) und
- im Westen an Oberösterreich (215,3 km).[2]

Das Land hat mit 414,3 km die zweitlängste Außengrenze aller Bundesländer.

### Gliederung in Viertel
Niederösterreich wird landschaftlich in vier Viertel geteilt. In Klammern stehen die historischen Bezeichnungen:
Nördlich der Donau:
- Waldviertel (Viertel ober dem Manhartsberg)
- Weinviertel (Viertel unter dem Manhartsberg).

Südlich der Donau:
- Mostviertel (Viertel ober dem Wienerwald)
- Industrieviertel (Viertel unter dem Wienerwald)

Historisch entsprechen die Viertel den vier Kreisen Niederösterreichs, einer administrativen Einheit in der Monarchie. Grob an naturräumlichen Gegebenheiten orientiert, ist die Viertelung heute ohne politische Bedeutung. Eine genaue Grenzziehung ist nur im historischen Kontext möglich, denn heute erstrecken sich die Verwaltungseinheiten über die Viertelsgrenzen hinweg. Unbestreitbar fungiert die Donau als Grenze. Im Bereich westlich und östlich des Manhartsberges fehlt jedoch eine deutliche naturräumliche Abgrenzung. Mit Ausnahme des Raumes um Klosterneuburg folgen im Bereich des Wienerwaldes die Verwaltungsgrenzen auch heute der Wasserscheide. Die Benennung mit Wald-, Wein-, Most- und Industrieviertel stellt eine Veranschaulichung nach Nutzung und Erwerb dar und stammt noch aus der Monarchie.
Parallel dazu gibt es in der Raumplanung die Hauptregionen, mit NÖ-Mitte als „fünftem Viertel“.

### Naturräumliche Gliederung
Niederösterreich kann naturräumlich in mehrere Einheiten gegliedert werden. Im Westen liegt eine geologisch-landschaftliche Dreiteilung vor, die sich in Oberösterreich fortsetzt, und im Osten gehen die Alpen in die Kleinen Karpaten über.

#### Böhmische Masse
Niederösterreich hat Anteil am Granit- und Gneisplateau der Böhmischen Masse (besser „Böhmisches Granit- und Gneishochland“), das landschaftlich in das Zwettler Land das Ottenschlager Hochland, das Kamp-Kremser Hochland und die Gföhler Hochfläche unterteilt werden kann. An der Nordgrenze finden sich noch die nach Tschechien reichende Senke von Gmünd, das Litschauer Ländchen, das Thayahochland und das Obere Thayatal. An der westlichen Grenze liegen das weitläufige Horner Becken und der Manhartsberg und südlich der Donau die Neustadtler Platte und der Dunkelsteiner Wald.

#### Alpen
Die Alpen nehmen im Osten ihren Beginn bei Wien (und dem Bisamberg links der Donau). Die ersten den Alpen zurechenbaren Höhenzüge sind die Niederösterreichischen Voralpen, die aus Flysch bestehen und sich als schmales Band bis nach Steyr ziehen. Südlich davon liegt Niederösterreichs Anteil an den Steirisch-niederösterreichischen Kalkalpen mit Berghöhen um die 2000 m ü. A., insbesondere in den Kalkstöcken von Rax und Schneeberg. Nach der Alpenvereinseinteilung der Ostalpen wird in die Ybbstaler Alpen (mit den Göstlinger Alpen als Untereinheit), Türnitzer Alpen und Gutensteiner Alpen unterschieden, nördlich der Gutensteiner Alpen schließt der Wienerwald an, südlich die Rax-Schneeberg-Gruppe und ebenso ragt ein Teil der Mürzsteger Alpen nach Niederösterreich.

#### Alpenvorland (und Karpatenvorland)
Das Niederösterreichische Alpenvorland ist das Gebiet zwischen dem Böhmischen Granit- und Gneishochland und den schmalen Niederösterreichischen Voralpen bzw. den Niederösterreichischen Kalkalpen im Süden. Im Nordosten liegt das hügelige Weinviertel, das auch in seiner Fortsetzung jenseits der Staatsgrenze als das Vorland der Kleinen Karpaten (die bis ins benachbarte Bratislava reichen) zu betrachten ist. Der landschaftliche Begriff Karpatenvorland ist für Niederösterreich insofern kritisch zu betrachten, als sowohl das entsprechende Gebirge, als auch andere Teile des Vorlandes erst jenseits der Landesgrenze situiert sind. Einige Autoren, wie etwa Martin Seger von der Akademie der Wissenschaften, verwenden daher die Bezeichnung „Weinviertel“ für den niederösterreichischen Anteil des Karpatenvorlandes.

#### Wiener Becken
Das Wiener Becken, eine Einbruchszone, und die Übergänge in die Pannonische Tiefebene sind der östliche Abschluss der Alpen, die in der markant in Nord-Süd-Richtung verlaufenden Thermenlinie die Grenze zum Wienerwald bildet. Dabei setzt sich die sogenannte Wiener Neustädter Bucht jenseits der Donau im Marchfeld fort.

### Berge

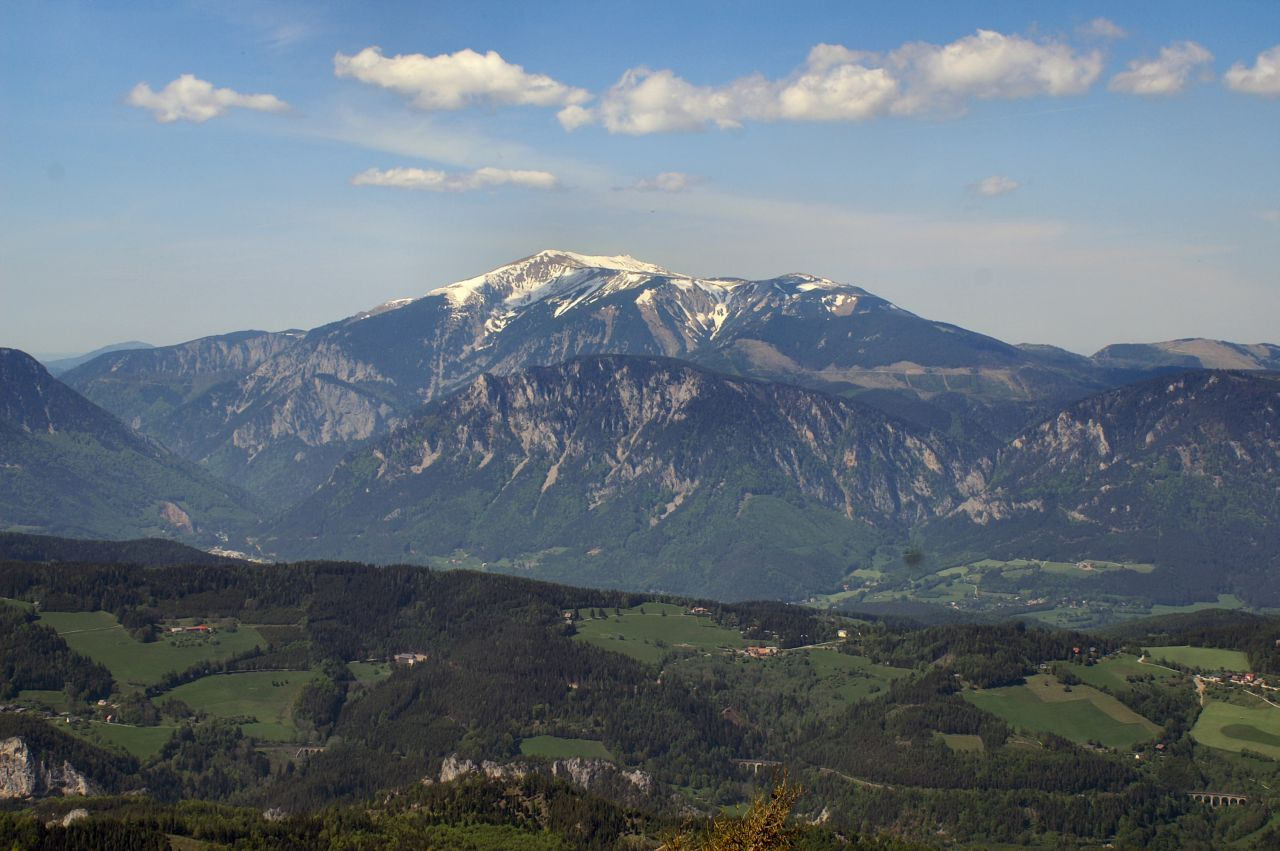
Schneeberg (Rax-Schneeberg-Gruppe), der höchste Gipfel Niederösterreichs vom Sonnwendstein aus, Blickrichtung Nordwest. Im Vordergrund der Adlitzgraben mit der Semmeringbahn, im Mittelgrund vor dem Schneeberg der Feichtaberg über Hirschwang

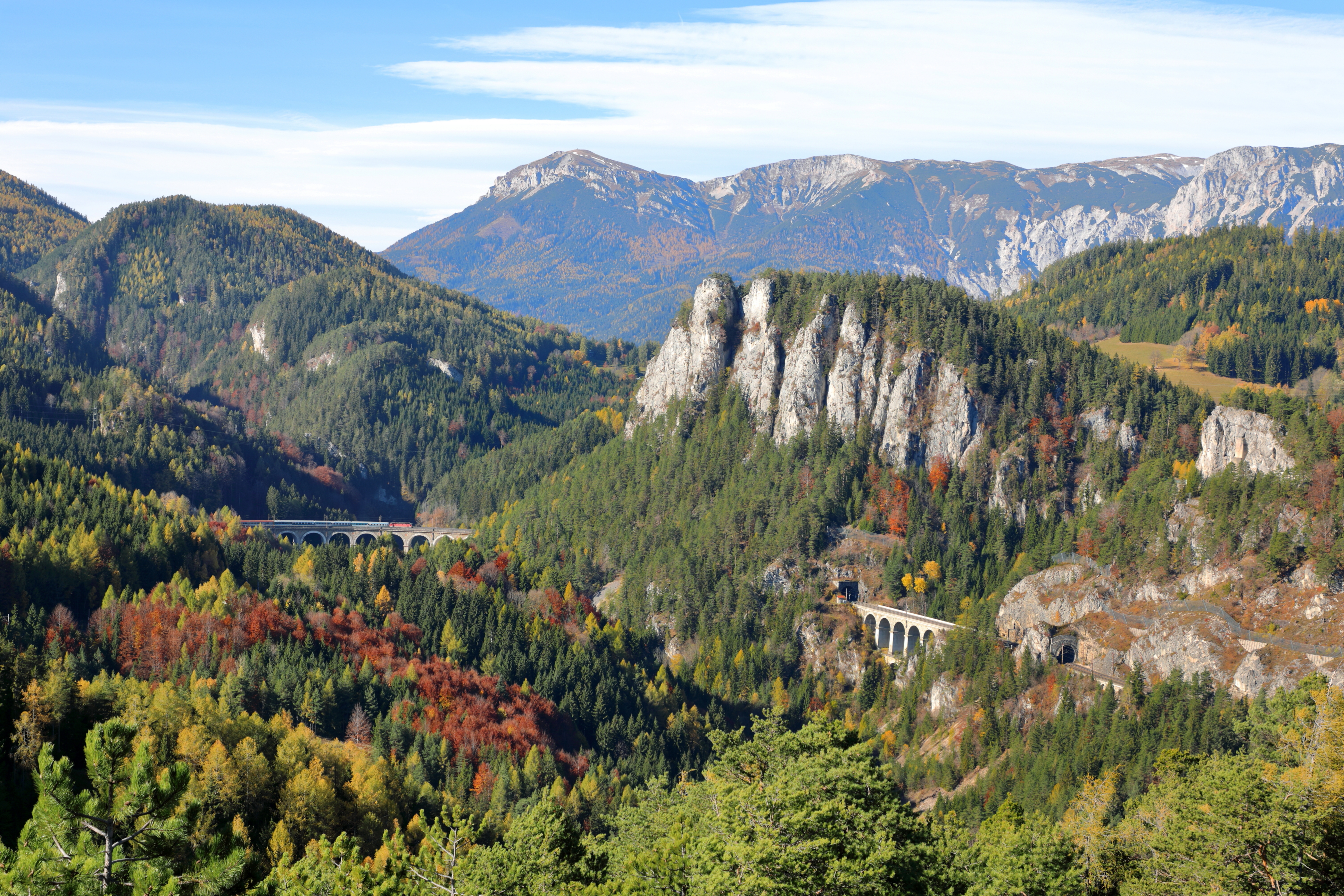
Das „Kernstück“ der Semmeringbahn, seit 1998 UNESCO-Weltkulturerbe, mit der Rax im Hintergrund. Ganz rechts der Krauseltunnel, kürzester Tunnel Österreichs.

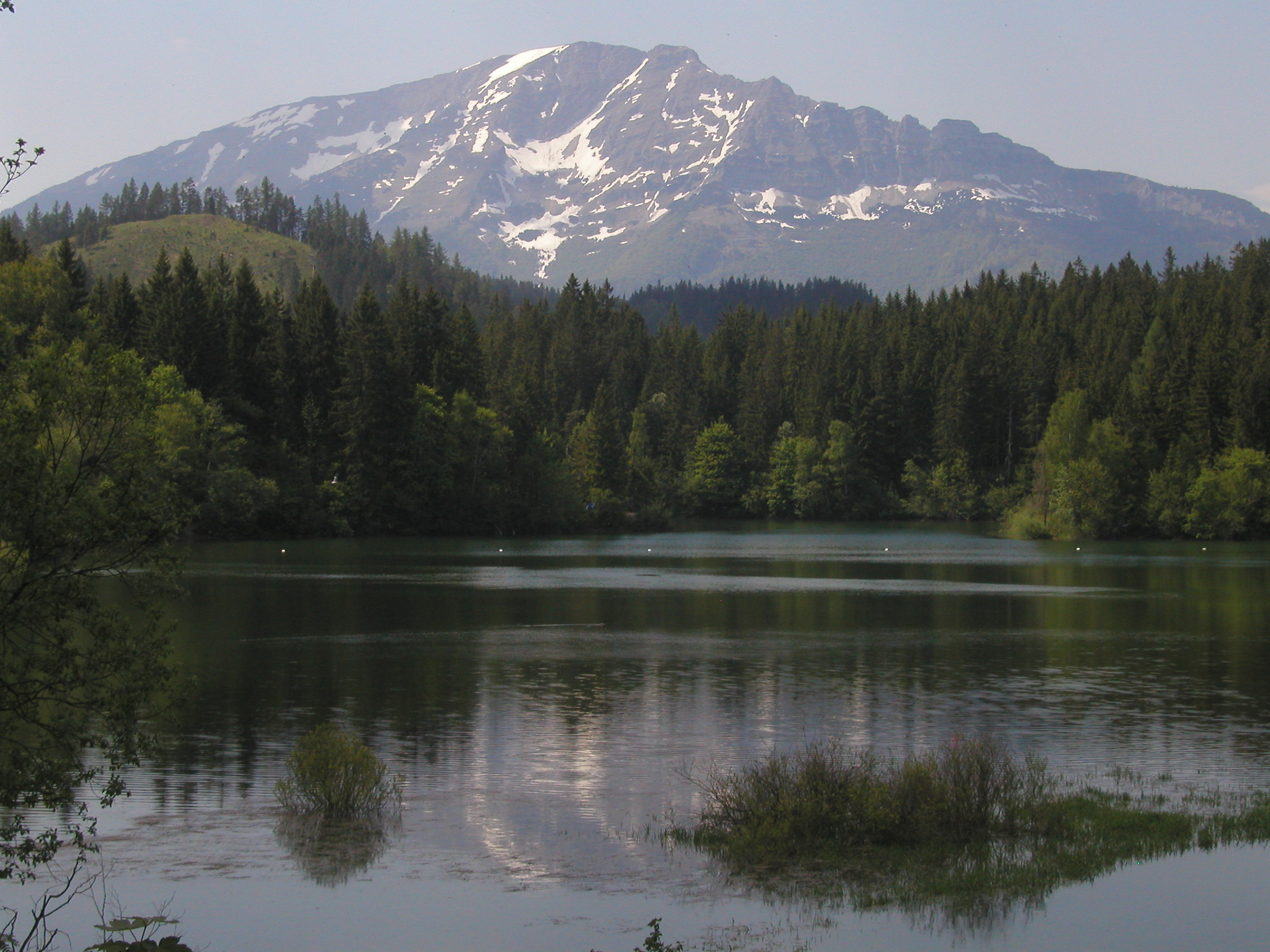
Erlaufstausee mit Ötscher im Hintergrund

- Schneeberg (Klosterwappen; 2076 m)
- Rax (Scheibwaldhöhe; 1943 m; höchste Erhebung: Heukuppe; 2007 m – Steiermark)
- Ötscher (1893 m)
- Dürrenstein (1878 m)
- Schneealpe (Ameisbühel; 1828 m; höchste Erhebung: Windberg; 1903 m – Steiermark)
- Hochkar (1808 m)
- Gamsstein (1774 m)
- Stumpfmauer (1770 m)
- Göller (1766 m)
- Hochwechsel (1743 m)
- Gippel (1669 m)
- Großer Sonnleitstein (1639 m)
- Großer Zellerhut (1639 m)
- Gemeindealpe (1626 m)
- Tratenkogel (1565 m)
- Sonnwendstein (1523 m)
- Obersberg (1467 m)
- Königsberg (1452 m)
- Großer Sulzberg (1400 m)
- Reisalpe (1399 m)
- Gahns (1380 m)
- Tirolerkogel (1377 m)
- Türnitzer Höger (1372 m)
- Unterberg (1342 m)
- Großer Otter (1356 m)
- Traisenberg (1230 m)
- Dürre Wand (1222 m)
- Hohenstein (1195 m)
- Eisenstein (1185 m)
- Hohe Wand (1132 m)
- Großer Peilstein (1061 m)
- Weinsberg (1041 m)
- Hocheck (1037 m)
- Nebelstein (1017 m)
- Eibl (1007 m)
- Hohe Mandling (967 m)
- Jauerling (961 m)
- Gösing (898 m)
- Hutwisch (896 m)
- Schöpfl (893 m)
- Hoher Lindkogel (834 m)
- Anninger (675 m)
- Manhartsberg (537 m)
- Buschberg (491 m)
- Tempelberg (403 m)
- Eichkogel (367 m)
- Heiligenstein (360 m)

### Alpenübergänge
An der Landesgrenze zur Steiermark liegen mehrere bedeutende Alpenübergänge. Die bedeutendsten sind der Semmering- (984 m ü. A.) und der Wechsel-Pass (980 m ü. A.), die durch hochrangige Straßen und Eisenbahnen erschlossen sind.
Der Zellerrain (1121 m ü. A.) und der Mendlingpass (680 m ü. A.) sind über Bundesstraßen passierbar und der Feistritzsattel (1298 m ü. A.), der höchste Pass Niederösterreichs, sowie das Preiner Gscheid (1070 m ü. A.) über Landstraßen.
Historisch bedeutend, aber nicht als Pass anzusprechen ist die Route über das Mariazellerland, eine inneralpine Passlandschaft mit dem Steirischen Seeberg (1246 m ü. A.) als höchstem Gebirgsübergang. Auf der niederösterreichischen Seite liegen der Annaberg (976 m ü. A.) und das Kernhofer Gscheid (970 m ü. A.). Die Mariazellerbahn endet inmitten des touristisch gut erschlossenen Hauptortes Mariazell.
Nach Oberösterreich führt einzig der Saurüssel (552 m ü. A.). Ins Burgenland führen mehrere Übergänge am Leitha- und am Rosaliengebirge.
Erwähnenswert sind noch die Strecken über den Ochsattel (820 m ü. A.), die bei Motorradfahrern beliebt ist, der Riederberg (384 m ü. A.) und die Strengberge (358 m ü. A.), über welche die Bundesstraße B1 führt, sowie der Gerichtsberg (581 m ü. A.), über den bis ins Jahr 2004 die Leobersdorfer Bahn führte und weiters Hochstraß (557 m ü. A.) mit der Außenring-Autobahn.
Alle anderen Pässe haben nur regionale oder lokale Bedeutung.

### Flüsse

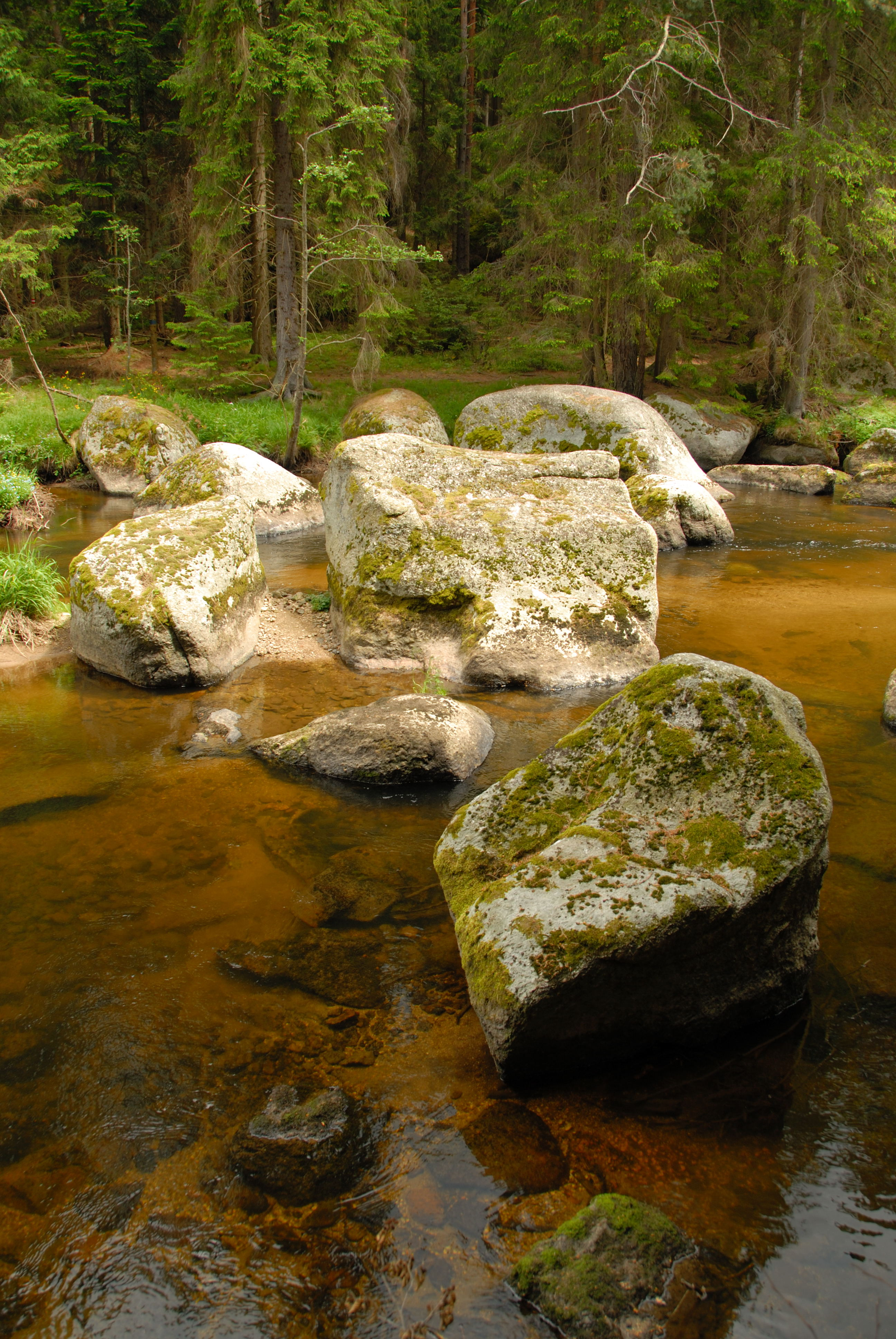
Kamp

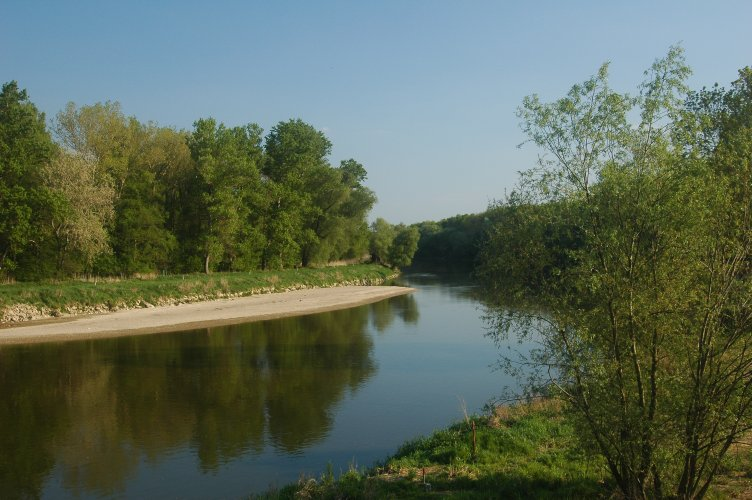
March

Niederösterreich wird fast gänzlich über die Donau entwässert. Einzig die Lainsitz im nördlichen Waldviertel und ihre Zubringer wie der Braunaubach, der Reißbach oder der Neumühlbach entwässern über die Moldau in das Flusssystem der Elbe, die in die Nordsee fließt. Die an bzw. nördlich der Nordgrenze Niederösterreichs fließende Thaya mündet direkt an der Grenze zwischen Tschechien und Österreich in die March.
Die Donau erreicht Niederösterreich über den Strudengau, wo sie bei Grein mit 20 m ihre tiefste Stelle in Österreich hat, durchströmt danach den Nibelungengau und schließlich die Wachau. Diesen drei Engtälern folgen zwei Becken, das Tullner Becken und das Wiener Becken, wobei dazwischen die Wiener Pforte liegt und danach die Hainburger Pforte, über die die Donau Niederösterreich (nach 218 Kilometern) bzw. Österreich verlässt.
In Niederösterreich wandelt sich die Donau vom Gebirgsfluss zum Tieflandfluss, womit ihr Oberlauf zu Ende geht. Allerdings ist dies heute durch die vielen Donaukraftwerke nur mehr bedingt nachvollziehbar.
Die wichtigsten Zuflüsse sind:
- nördlich der Donau / am linken Donauufer
  - Ysper
  - Kamp, 153 km
  - Krems
  - March, 80 km in NÖ
- südlich der Donau / am rechten Donauufer
  - Enns, 26 km in NÖ
  - Ybbs, 126 km
  - Erlauf
  - Melk
  - Pielach
  - Traisen, 70 km
  - Schwechat, 64 km
  - Fischa
  - Schwarza
  - Triesting
  - Pitten
  - Leitha
  - Piesting

### Seen
In Niederösterreich gibt es nur wenige natürliche Seen, weshalb Stauseen oder viele künstlich angelegte Teiche ebenfalls als Seen bezeichnet werden. Der größte See ist der Stausee Ottenstein (4,3 km²), der mit dem Stausee Dobra (1,55 km²) und dem Thurnberger Stausee (0,55 km²) am Kamp eine Kraftwerkskette bildet.
Die größten natürlichen Seen sind der Lunzer See (0,68 km²) und der Erlaufsee (0,52 km²), wobei letzterer etwa zur Hälfte in der Steiermark liegt. Andere große Stauseen sind der Erlaufstausee und der Wienerwaldsee (0,32 km²). Die beiden Viehofner Seen und der Ratzersdorfer See sind aufgelassene Schottergruben und besonders im Waldviertel gibt es viele aktive und ehemalige Fischteiche wie den Herrensee und den Schönauer Teich bei Litschau.

### Höhlen
Niederösterreich ist reich an Naturhöhlen. Insgesamt sind 4082 davon katastermäßig erfasst. Die meisten Höhlen Niederösterreichs haben sich in den Kalk- und Dolomitgesteinen der Kalkalpen gebildet und sind deshalb sogenannte Karsthöhlen. Auch der Kalkmarmor in den Zentralalpen und in der Böhmischen Masse ermöglicht die Höhlenentstehung. Zu den größten Höhlen Niederösterreichs zählen:
- Ötscherhöhlensystem (Ötscher): 27.003 Meter Länge; Zusammenschluss aus Taubenloch und Geldloch
- Pfannloch (Ötscher): 5.287 Meter Länge
- Lechnerweidhöhle (Dürrenstein): 5.252 Meter Länge
- Trockenes Loch (Schwarzenbach an der Pielach): 4.510 Meter Länge
- Hermannshöhle (Kirchberg am Wechsel): 4.430 Meter Länge
- Eisensteinhöhle (Bad Fischau): 2.341 Meter Länge

Neben den beiden letztgenannten werden in Niederösterreich noch die Allander Tropfsteinhöhle, die Einhornhöhle, der Hochkarschacht, die Nixhöhle und die Ötschertropfsteinhöhle als Schauhöhlen geführt.

### Flächenverteilung
| Art              | Fläche in km² | Prozent der Gesamtfläche |
| ---------------- | ------------- | ------------------------ |
| landw. Nutzung * | 9272          | 48,3 %                   |
| Wald             | 7624          | 39,7 %                   |
| Gärten           | 494           | 2,6 %                    |
| Weingärten       | 291           | 1,5 %                    |
| Almen            | 44            | 0,2 %                    |
| Gewässer         | 278           | 1,5 %                    |
| Bauflächen       | 214           | 1,1 %                    |
| sonstige Flächen | 964           | 5,0 %                    |

### Flora

Florenregionen in Niederösterreich

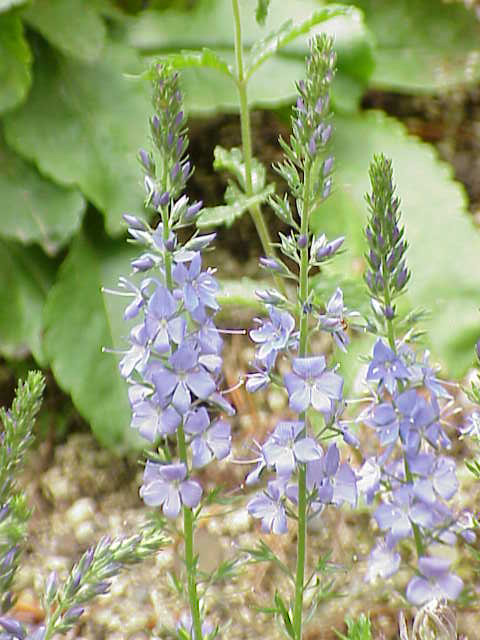
Österreichischer Ehrenpreis

Durch Niederösterreich verläuft eine Grenze zwischen zwei Florenregionen, welche beide dem holarktischen Florenreich angehören. Der westliche Landesteil gehört, wie fast das ganze restliche Österreich, der Mitteleuropäischen Florenregion an, während das Weinviertel, der Ostrand des Waldviertels, die Südhänge der Wachau, das Hügelland zwischen St. Pölten und dem Tullner Becken, das Wiener Becken, die Hainburger Berge und der Randbereich des Leithagebirge zur Pannonischen Florenprovinz gehören, welche wiederum den westlichsten Teil der südsibirisch-pontisch-pannonischen Florenregion darstellt.
Außer Niederösterreich haben in Österreich nur das Burgenland und Wien Anteil an der südsibirisch-pontisch-pannonischen Florenregion, die sich von Südsibirien über die Ukraine, Siebenbürgen, die Vojvodina und die Ungarische Tiefebene bis an den Alpenostrand erstreckt. Aus diesem Grund unterscheidet sich die Flora im östlichen Landesteil stark von der im westlichen, im östlichen Teil wachsen viele Arten, die in Österreich einzigartig und entsprechend schützenswert sind. Mehrere Arten erreichen in Niederösterreich ihre westliche Verbreitungsgrenze wie der Tátorján-Meerkohl und der Waldsteppen-Beifuß.
Niederösterreich ist, nicht zuletzt wegen seines Anteils an zwei Florenregionen, das artenreichste Bundesland: 2.369 Vollstatus-Gefäßpflanzen-Arten bzw. 2.498 Elementar-Gefäßpflanzen-Taxa sind bekannt. 96 Vollstatusarten und 110 Elementartaxa treten nur in Niederösterreich, aber nicht im restlichen Österreich auf. Einige Arten sind in Niederösterreich endemisch, wie das im höchsten Grad vom Aussterben bedrohte Dickwurzel-Löffelkraut.

### Naturschutz
In Niederösterreich wurden verschiedene Schutzstufen eingerichtet, um Regionen, die in Bezug auf Kultur oder Natur besonders schützenswert sind, in ihrem ursprünglichen Zustand zu erhalten oder sie zu renaturieren.
Diese Schutzstufen sind:
- Landschaftsschutzgebiete: Im Bundesland gibt es 29 Landschaftsschutzgebiete.
- Nationalparks: Mit den Nationalparks Thayatal und Donau-Auen ist Niederösterreich das einzige Bundesland, in dem zwei Nationalparks angesiedelt sind. Der Nationalpark Thayatal findet seine direkte Fortsetzung im tschechischen Národní park Podyjí.
- Naturparks: 23 Naturparks nehmen rund 500 km² der Landesfläche ein.
- Naturschutzgebiete: Eine Fläche von 133 km² bedecken die 68 Naturschutzgebiete, die Standorten seltener Pflanzen- oder Tierarten besonderen Schutz gewähren.

### Verwaltungsgliederung

#### Statutarstädte
Statutarstädte in Österreich sind keiner Bezirkshauptmannschaft unterstellt, sondern verwalten in ihrem Stadtamt (Magistrat) die Bezirksagenden selbst.
| Statutarstadt/Verwaltungssitz | Fläche in km² | Einwohner | Kfz-Kenn- zeichen |
| ----------------------------- | ------------- | --------- | ----------------- |
| Krems an der Donau            | 51,66         | 25.473    | KS                |
| St. Pölten                    | 108,44        | 59.767    | P                 |
| Waidhofen an der Ybbs         | 131,57        | 11.062    | WY                |
| Wiener Neustadt               | 60,94         | 49.156    | WN                |

#### Bezirke
| Bezirk                 | Verwaltungssitz         | Fläche in km² | Einwohner | Kfz-Kz. |
| ---------------------- | ----------------------- | ------------- | --------- | ------- |
| Amstetten              | Amstetten               | 1.187,72      | 118.403   | AM      |
| Baden                  | Baden                   | 753,46        | 150.216   | BN      |
| Bruck an der Leitha    | Bruck an der Leitha     | 703,21        | 110.038   | BL, SW  |
| Gänserndorf            | Gänserndorf             | 1.271,41      | 109.392   | GF      |
| Gmünd                  | Gmünd                   | 786,39        | 35.516    | GD      |
| Hollabrunn             | Hollabrunn              | 1.010,87      | 52.035    | HL      |
| Horn                   | Horn                    | 784,00        | 30.847    | HO      |
| Korneuburg             | Korneuburg              | 661,83        | 94.113    | KO      |
| Krems                  | Krems an der Donau      | 923,91        | 56.423    | KR      |
| Lilienfeld             | Lilienfeld              | 931,67        | 25.135    | LF      |
| Melk                   | Melk                    | 1.013,56      | 79.351    | ME      |
| Mistelbach             | Mistelbach              | 1.291,75      | 76.986    | MI      |
| Mödling                | Mödling                 | 276,99        | 121.525   | MD      |
| Neunkirchen            | Neunkirchen             | 1.146,95      | 87.500    | NK      |
| St. Pölten             | St. Pölten              | 1.287,02      | 134.755   | PL      |
| Scheibbs               | Scheibbs                | 1.023,56      | 41.976    | SB      |
| Tulln                  | Tulln an der Donau      | 734,48        | 109.764   | TU, KG  |
| Waidhofen an der Thaya | Waidhofen an der Thaya  | 669,01        | 25.350    | WT      |
| Wiener Neustadt        | Wiener Neustadt         | 969,84        | 81.203    | WB      |
| Zwettl                 | Zwettl-Niederösterreich | 1.399,87      | 41.528    | ZT      |

Mit Ende Dezember 2016 wurde der Bezirk Wien-Umgebung aufgelöst. Die 21 Gemeinden wurden mit 1. Jänner 2017 Teil der umliegenden Bezirke.
Keinerlei verwaltungstechnische Bedeutung kommt den Gerichtsbezirken zu, denn die Justiz ist von der Verwaltung in allen Instanzen getrennt. Die Gerichtsbezirke orientieren sich lose an den Amtsbezirken der k.k. Monarchie.

#### Gemeinden
Die Bezirke gliedern sich in 573 politisch selbständige Gemeinden. Dies ist im „Gesetz über die Gliederung des Landes Niederösterreich in Gemeinden“, Landesgesetzblatt 1030-94 vom 9. Dezember 2011, geregelt.
Die Unterscheidung in Stadtgemeinden, Marktgemeinden und Gemeinden hat heute kaum mehr rechtliche Bedeutung.

## Geschichte

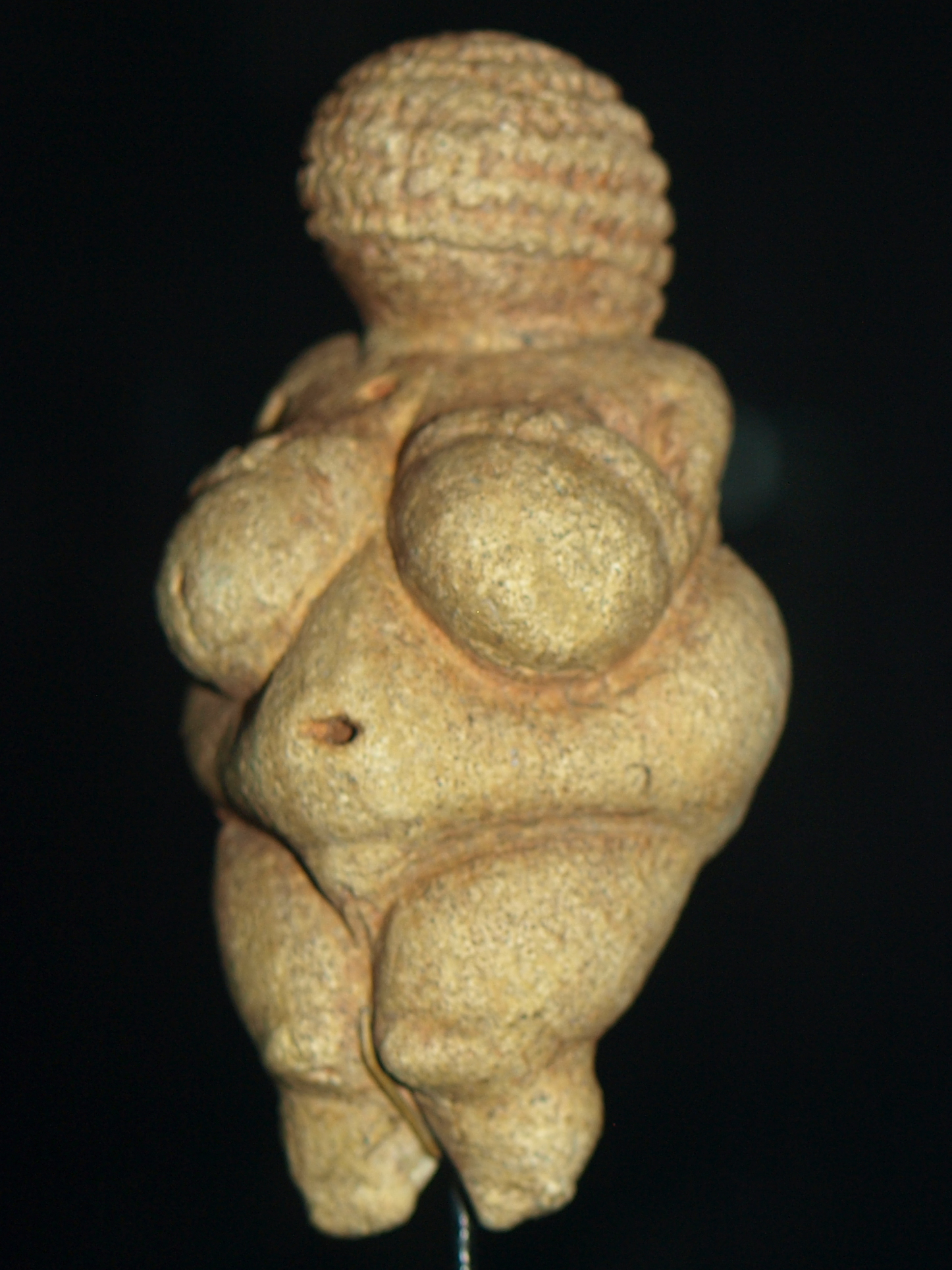
Die 11 cm große und um 25.000 v. d. Zr. angefertigte Venus von Willendorf (Willendorf in der Wachau)

Das an der ehemaligen Bernsteinstraße gelegene heutige Niederösterreich war während der früheren Antike Teil der keltischen Latènekultur. So war es im Norden und im östlichen Grenzgebiet von den keltischen Boier besiedelt. Im Süden war es Teil des größeren Gebiets des keltischen Königreichs Regnum Noricum, welches friedlich im Zuge der Augusteischen Alpenfeldzüge ab 15 v. d. Zr. zunehmend unter römische Kontrolle geriet, bis es unter Claudius (Kaiser von 41-54) endgültig Teil der römischen Provinz Noricum, bzw. später dessen Teil Noricum ripense wurde. Der südöstliche Teil des Territoriums ging ab 35 v. d. Zr. als Grenzgebiet im östlich gelegenen römischen Illyricum Inferius auf. Das Illyricum ging wiederum, ebenfalls unter Claudius, mit dem langjährigen Verwaltungssitz Carnuntum als Teil der neu gegründeten Provinz Pannonia auf, bzw. später in dessen Teil Pannonia Superior und daraufhin in Pannonia Prima.

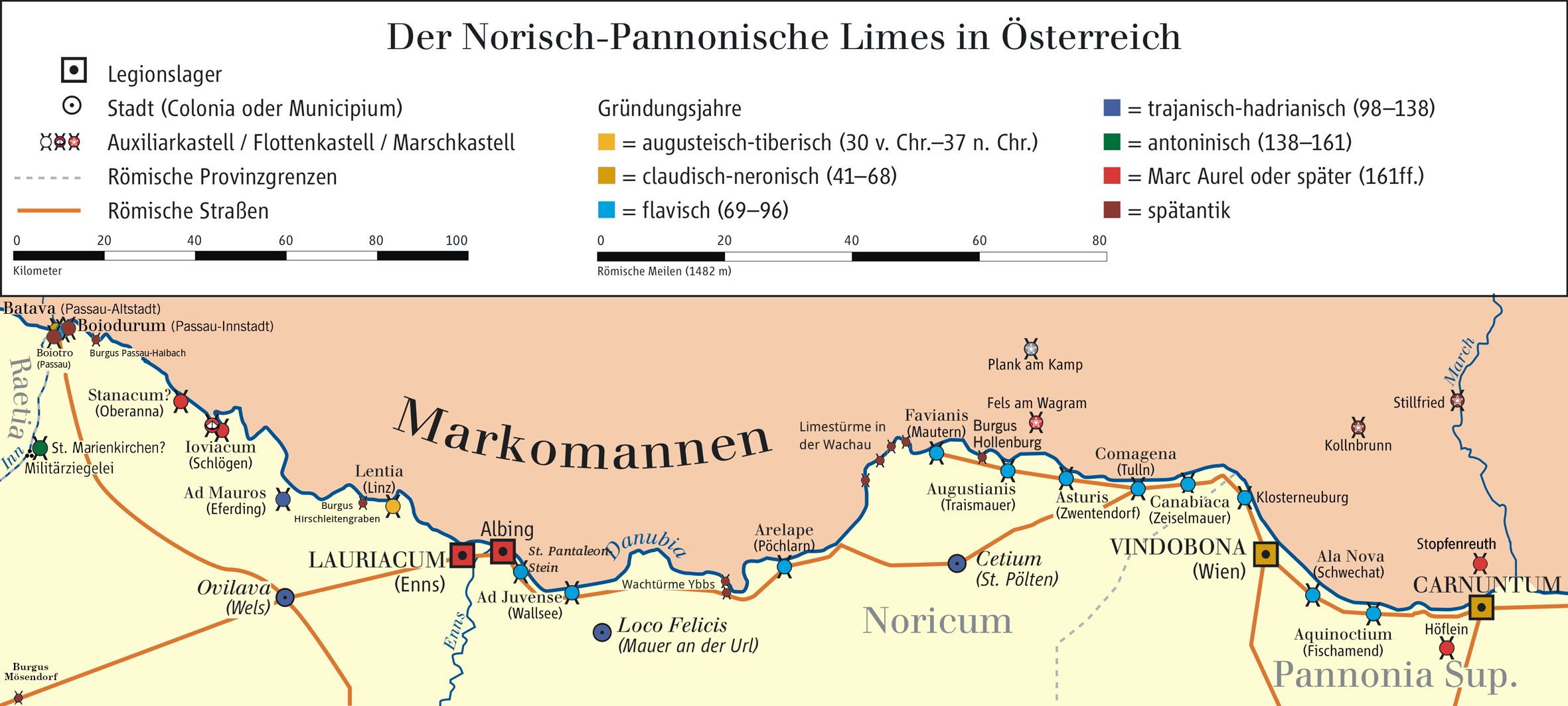
Römische Siedlungen Niederösterreichs

Die römische Kontrolle war somit auf die südliche Hälfte des heutigen Territoriums begrenzt, südlich der keltisch-germanischen Markomannen jenseits der Donau und dem daran verlaufenden Limes, und verschwand auch im Süden mit dem 5. Jahrhundert, bzw. formell im 6. Jahrhundert mit dem Untergang des germanischen Ostgotenreich.

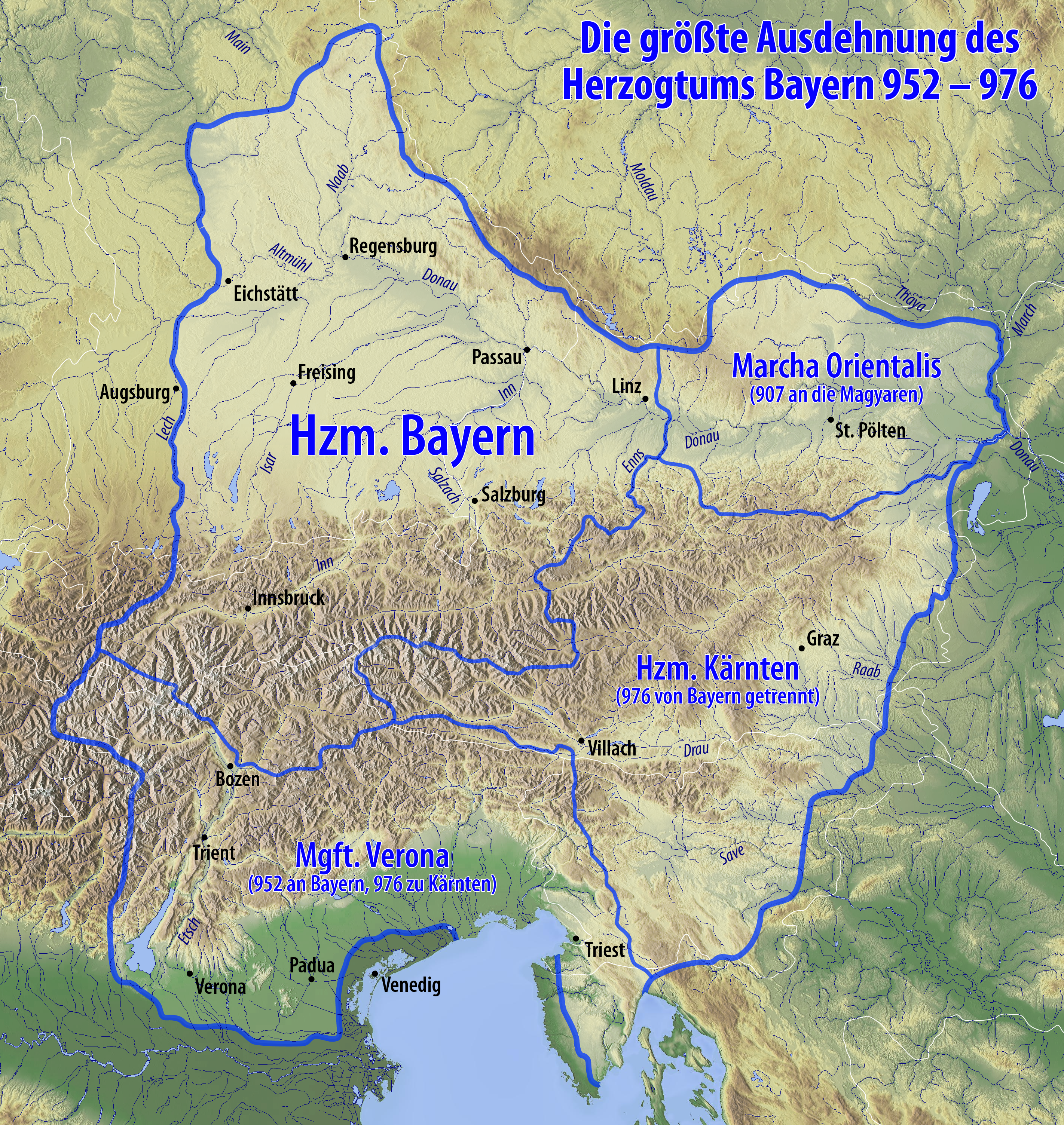
Herzogtum Bayern mit der Provinz Marcha Orientalis im 10. Jahrhundert

Nach der Völkerwanderung wurde das Gebiet vom Awarenreich kontrolliert, bis es im 9. Jahrhundert als Teil von Oberpannonien der Awarenmark des Fränkisches Reich in dieses integriert wurde. Anschließend 828 wurde die Region, zum Schutz gegen das Mährerreich, als westlicher Teil aus der Awarenmark zu einer fränkischen Marcha orientalis, genauer die bairische Marcha orientalis, sprich das Bairische Ostland als Mark, bzw. Präfektur des Stammesherzogtum Baiern. Anschließend kontrollierten die Magyaren zwischen 907 und 955 das Gebiet des Bairischen Ostlands, bevor es im Namen der bairischen Herrscher wieder zurückerobert wurde. Die Regensburger Luitpoldinger, herrschende Dynastie der germanischen Bajuwaren und der Langobarden, regierten über Nachfahren bis zum Ende der Babenberger in dem Herrschaftsgebiet. Ab 976 wurde das Gebiets schlussendlich eine bairische Markgrafschaft, welche spätestens ab 996 im Gebiet um Neuhofen an der Ybbs als Ostarrîchi zunehmend bezeichnet wurde.
Seitdem stellt Österreich den Namen der ursprünglich schweizerischen Habsburg-Dynastie bzw. Habsburg-Lothringen als „Haus Österreich“ und dem jeweiligen Gesamtstaat (Österreichische Monarchie, Kaisertum Österreich, Österreich-Ungarn, Republik Österreich). Niederösterreich und Oberösterreich sind hierbei später ausdifferenzierte Bestandteile vom ursprünglichen Österreich, wobei Niederösterreich das Kernland ist. Als Kernland besitzt das heutige Bundesland kaum historische Traditionen, die von der österreichischen Geschichte abweichen, wobei die Regierungssitze Österreichs fast immer innerhalb von Niederösterreich lagen, von Pöchlarn (bis 984) über Melk und Klosterneuburg bis nach Wien (1155).

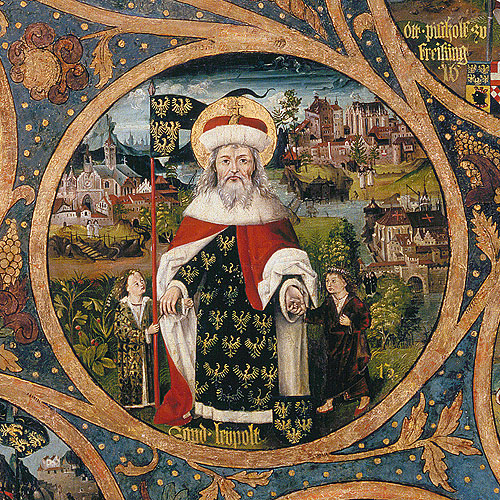
Markgraf Leopold III. der Heilige, Landespatron von Österreich, Wien und Niederösterreich, Klostergründer in Österreich mit dem Stift Klosterneuburg, siehe Christianisierung Niederösterreichs (Ausschnitt aus dem Babenberger-Stammbaum, um 1490)

1156 wurde Ostarrichi zum Herzogtum Österreich erklärt, welches später bis ins 18. Jahrhundert als Austria Inferior („Niederösterreich“) bezeichnet wurde, im Unterschied zu Austria Superior („Oberösterreich“) und Austria Interior („Innerösterreich“) unterschieden wurde innerhalb der österreichischen Erblande des Österreichischen Reichskreis und der Habsburgischen Stammlande.

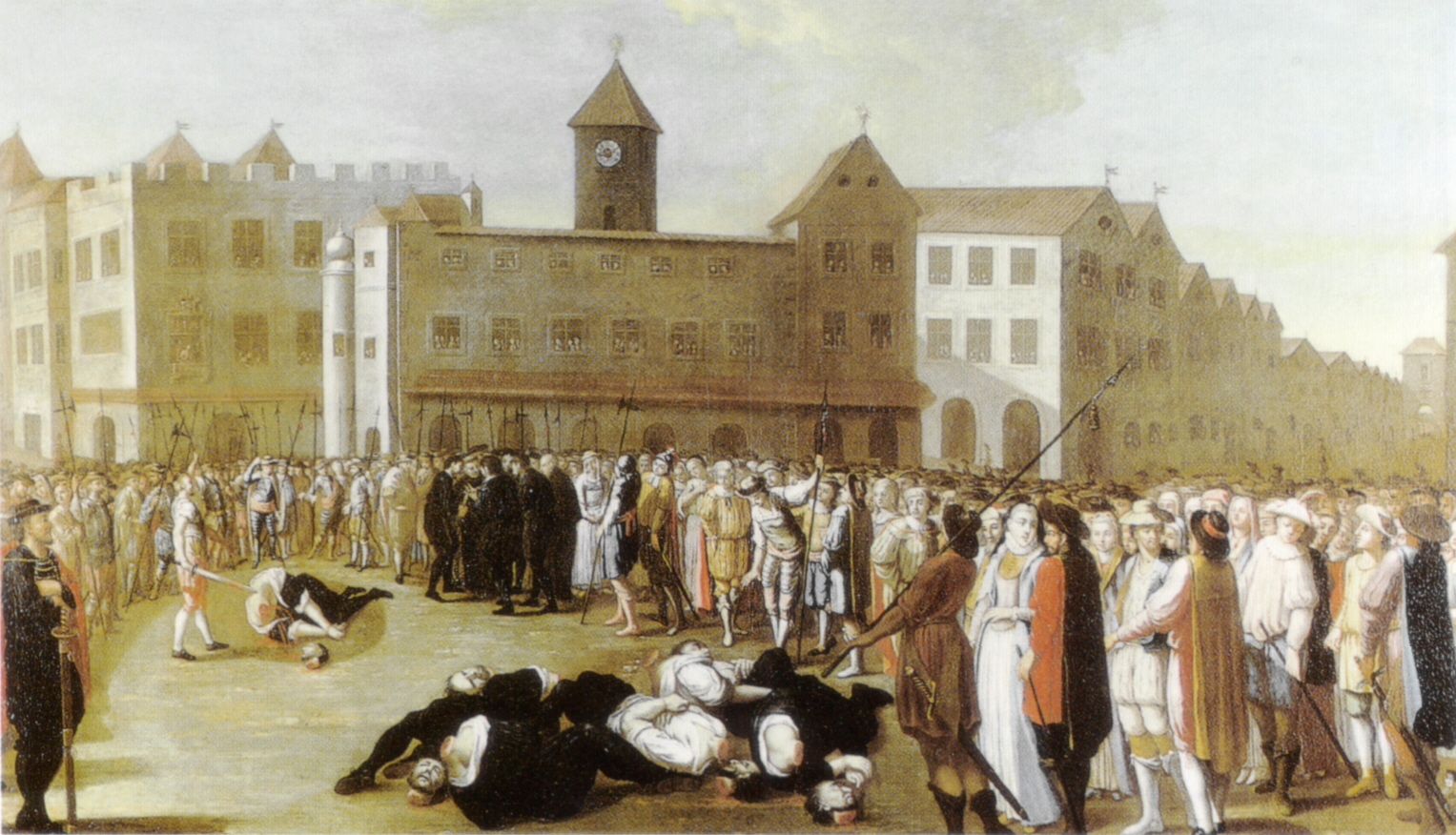
Wiener Neustädter Blutgericht 1522 über die rebellierende Landesregierung (in einer Darstellung aus dem 19. Jahrhundert).

Ansätze zu einer administrativen Teilung des Herzogtums Österreich entlang der Enns finden sich bereits im 13. Jahrhundert bei Ottokar Přemysl, doch für das Land ob der Enns etablierten sich erst unter den Habsburgern eigene Stände in Linz. Durch einen Erbvertrag wurde nach dem Tod von Ladislaus Postumus im Jahr 1458 Friedrich III. Österreich unter der Enns (auch: nied der Enns), das heutige Niederösterreich, zugesprochen, während sein Bruder Albrecht VI. Österreich ob der Enns (das heutige Oberösterreich) erhielt. Nachdem Austria Superior kleiner wurde und viele der österreichischen Vorlande nicht mehr Teil der Erbländer waren, wechselten umgangssprachlich ab dem 17. Jahrhundert die Begriffe „Niederösterreich“ und „Oberösterreich“ die Bedeutung, hin zur heutigen Bedeutung als Begriff für Österreich unter der Enns und ob der Enns. Beide Territorien blieben jedoch bis zum Februarpatent 1861 zwei Teile desselben Erzherzogtums, erst dann wurde Österreich ob der Enns ein eigenständiges Erzherzogtum.
1918/19 musste Niederösterreich kleinere Gebiete bei Gmünd und den Ort Feldsberg mit seinem Liechtenstein-Schloss dem neuen Staat Tschechoslowakei überlassen.
Am 10. November 1920, dem Tag des Inkrafttretens der Bundesverfassung, erlangte Wien die Rechte eines politisch von Niederösterreich unabhängigen Bundeslandes. Die eigentumsrechtliche Trennung wurde bis Ende 1921 mit dem so genannten Trennungsgesetz entschieden, das gleichlautend in Niederösterreich (ohne Wien) und in Wien beschlossen wurde. Parallel dazu wurden die verbliebenen gemeinsamen politischen Organe aufgelöst.
In der NS-Zeit Gau Niederdonau genannt, wurden dem Land im Herbst 1938 das nördliche Burgenland und Südmähren zugeschlagen; gleichzeitig musste es an das neue Groß-Wien zahlreiche Gemeinden abtreten. Fast alle diese Änderungen wurden 1945 rückgängig gemacht. 1946 wurde eine stark reduzierte Erweiterung Wiens beschlossen, konnte aber wegen eines sowjetischen Einspruchs erst 1954 in Kraft treten.
Die Entwicklung Niederösterreichs nach dem Zweiten Weltkrieg wurde dadurch gehemmt, dass das Land zur sowjetischen Besatzungszone Österreichs gehörte und dann bis 1989 vom Eisernen Vorhang umgeben war.

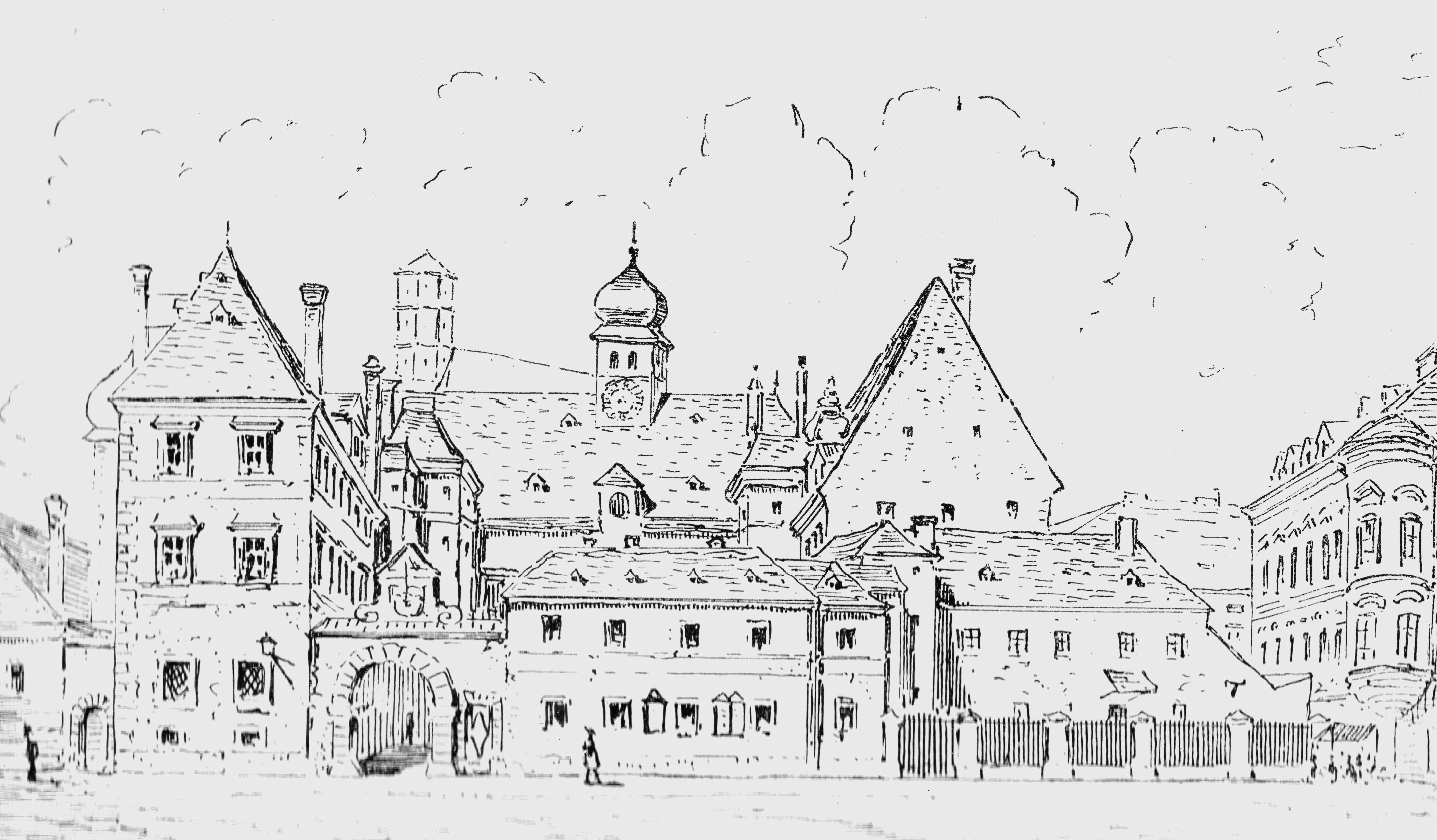
Das Niederösterreichische Landhaus (heute Palais Niederösterreich), das ehemalige Liechtensteiner Freihaus, an der Herrengasse im ersten Bezirk von Wien in einer Ansicht vor dem Umbau Ende der 1830er Jahre. Das Landhaus war der Sitz der Landesregierung unter der Enns vom Anfang des 16. bis zum Ende des 20. Jahrhunderts, wobei bis ins 20. Jh. dies auch Wien inkludierte.

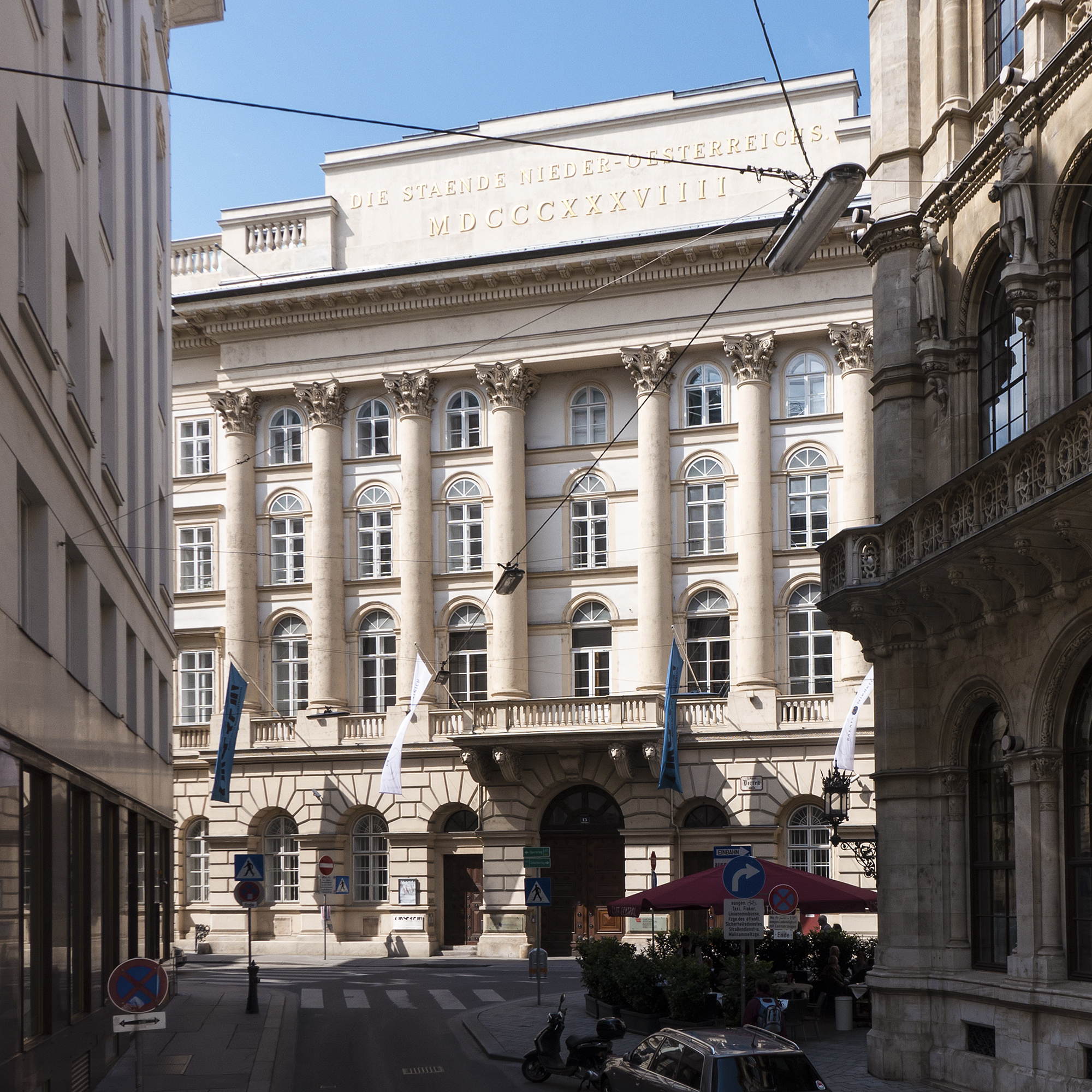
Das Palais Niederösterreich heute.

Im Juli 1986 bekam Niederösterreich formell eine von Wien separate Landeshauptstadt, nachdem über Jahrzehnte Städte wie die Südstadt, Floridsdorf, Korneuburg, Klosterneuburg und Melk sowie Wr. Neustadt, Baden bei Wien, Tulln, Krems und Sankt Pölten als Sitze erwogen wurden, wobei aus den Letzteren in einer Volksbefragung im März 1986 mit St. Pölten überwiegend für eine separate Landeshauptstadt gestimmt wurde. Die niederösterreichische Landesregierung und Landesverwaltung übersiedelten 1996 von Wien nach Sankt Pölten.

### Dynastien und Landesherren
Aus Niederösterreich oder mit dem Land besonders verbunden waren bzw. sind einige zumeist konservative Politiker, die in Österreich prominente Funktionen einnahmen bzw. einnehmen:
- Haus Liechtenstein, Familie mit Stammburg nahe Wien
- Familie der Grafen von Harrach, mit dem Vizekönig aus Rohrau
- Familie der Grafen von Kuefstein, stellen über Jahrhunderte regelmäßig den Vicedom (Statthalter) und bekleideten vergleichbare hohe Ämter im Land
- Wilhelm Miklas, Bundespräsident 1928–1938
- Engelbert Dollfuß, Bundeskanzler, der 1933 das Parlament ausschaltete
- Leopold Figl, erster Kanzler der Zweiten Republik
- Julius Raab, „Staatsvertragskanzler“
- Oskar Helmer, Sozialdemokrat, langjähriger Innenminister
- Rudolf Kirchschläger, parteilos, Bundespräsident 1974–1986
- Hermann Withalm, Notar in Wolkersdorf, Vizekanzler
- Alois Mock, Vizekanzler und Außenminister
- Josef Pröll, Vizekanzler und Finanzminister

### Dokumentation
Die zentrale wissenschaftliche Einrichtung zur Dokumentation der Geschichte Niederösterreichs findet sich im Museum Niederösterreich sowie im Landesarchiv.

## Demographie
| Bevölkerungsentwicklung Anmerkung | Bevölkerungsentwicklung Anmerkung |
| Datum                             | Einwohner                         |
| --------------------------------- | --------------------------------- |
| um 1527                           | 500.000                           |
| um 1600                           | 580.000                           |
| um 1700                           | 630.000                           |
| 1754                              | 922.000                           |
| 1780                              | 974.000                           |
| 1790                              | 1.000.000                         |
| 1794/95                           | 1.028.300                         |
| 1810                              | 1.040.700                         |
| 1821                              | 1.142.600                         |
| 1830                              | 881.500                           |
| 1840                              | 896.600                           |
| 1850                              | 976.600                           |
| 1857                              | 987.900                           |

Die Bevölkerung wächst durch den kontinuierlichen Zuzug aus Wien und den peripheren Gebieten Niederösterreichs vor allem im Umland von Wien. Seit Sankt Pölten am 10. Juli 1986 zur Landeshauptstadt Niederösterreichs bestimmt wurde, ist auch hier eine zunehmende Zuwanderung feststellbar. Die landschaftlich sensiblen Gebiete wie der Wienerwald sollen durch raumordnerische Planungsprogramme des Landes vor der Zersiedelung geschützt werden.
Der Ausländeranteil lag zu Jahresbeginn 2019 bei 10,1 %.
Im Jahr 2001 waren:
- 79,3 % der Bevölkerung römisch-katholisch,
- 03,3 % protestantisch,
- 03,2 % islamisch und
- 10,8 % konfessionslos.

Die katholische Kirche ist in Niederösterreich in zwei Diözesen organisiert, in die Diözese St. Pölten und die Erzdiözese Wien, wobei letztere in drei Vikariate unterteilt ist, wovon zwei in Niederösterreich liegen. Diese alle sind in Dekanate gegliedert, die aus den einzelnen Pfarren gebildet werden.

## Politik

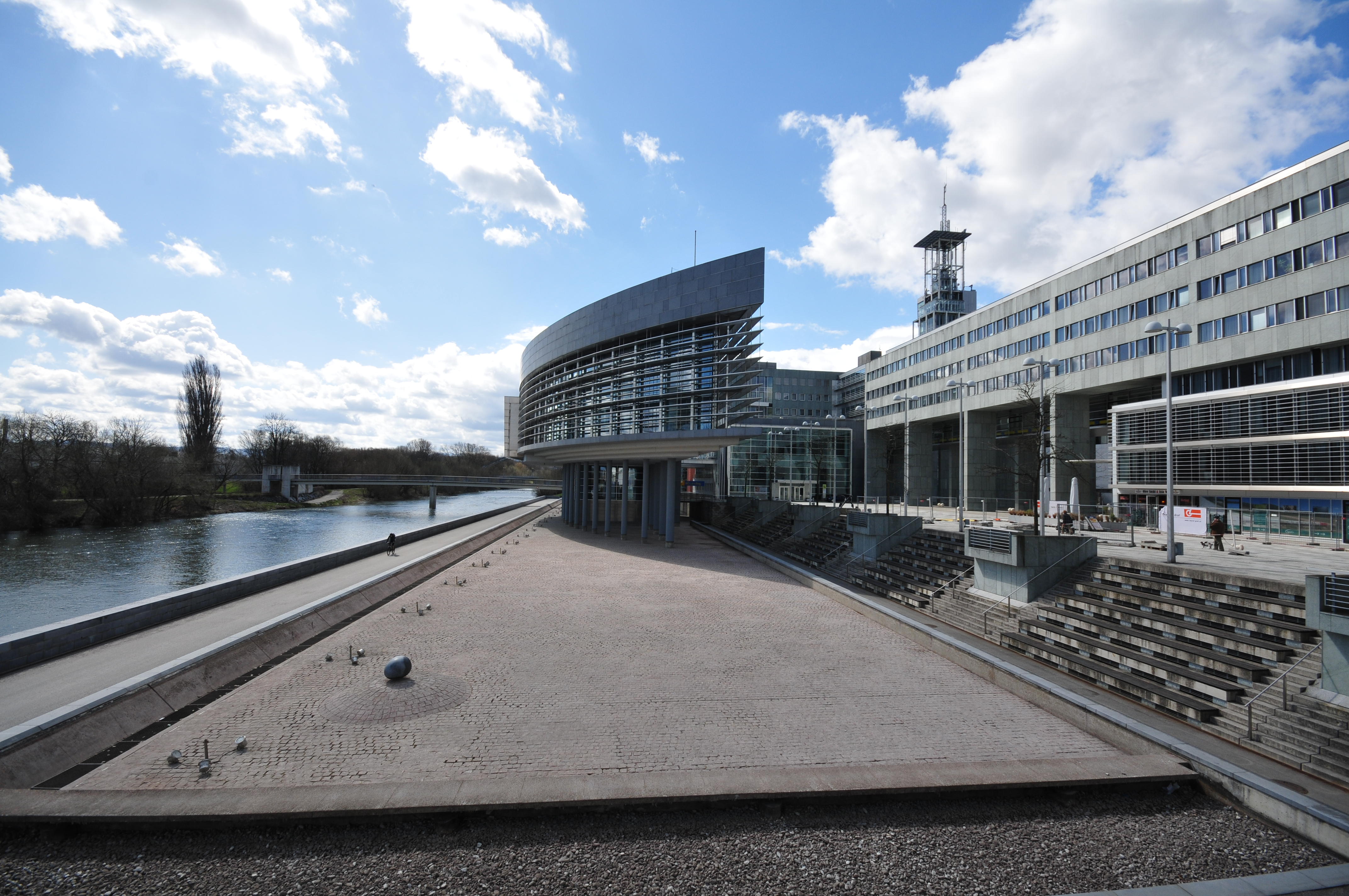
Landhaus St. Pölten

1920–1934 war Niederösterreich zunächst in vier Wahlkreise aufgeteilt, der Landtag bestand aus 60 Abgeordneten. 1932 fanden die letzten demokratischen Wahlen vor der NS-Zeit statt: Es wurden acht Wahlkreise gebildet, die Zahl der Abgeordneten wurde auf 56 verringert. Damit sollten die Großparteien zu Ungunsten der kleineren Parteien politisch gestärkt und somit die stärker werdende NSDAP in Österreich geschwächt werden.
Von 1934 bis 1938 wurde das Land ständestaatlich regiert. Im März 1938 marschierte die deutsche Wehrmacht in Österreich ein („Anschluss Österreichs“). Das Deutsche Reich annektierte Österreich. Von 1938 bis 1945 stand ein Reichsstatthalter (Gauleiter) an der Spitze von Landesverwaltung und NSDAP im Land.
Seit 1945 wird die Landespolitik von der ÖVP dominiert, die seit damals den Landeshauptmann stellt und auch immer für die Bundes-ÖVP einen hohen Anteil aller Stimmen im Bundesgebiet gewann – bei der Nationalratswahl in Österreich 2019 waren es 24,3 %, also fast ein Viertel der auf die ÖVP in Österreich entfallenden Stimmen. Die Bürgermeister der Gemeinden gehören vorwiegend der ÖVP an. Die SPÖ ist zweitstärkste politische Kraft; Grüne, NEOS und FPÖ erzielen in diesem Bundesland schwächere Ergebnisse als im Bundesschnitt.
Nach dem Wahlergebnis der Wahl vom 29. Jänner 2023 ist die Mandatsverteilung:
- ÖVP 23 (−6)
- SPÖ 12 (−1)
- FPÖ 14 (+6)
- Grüne 4 (+1)
- NEOS 3 (±0)

Die Landesregierung setzt sich zusammen aus dem Landeshauptmann, seinen zwei Stellvertretern und sechs Regierungsmitgliedern, die Landesräte genannt werden. Laut Landesverfassung entsenden die Parteien nach dem Verhältnis der von ihnen erreichten Landtagsmandate Vertreter in die Landesregierung („Pflichtproporz“).
Derzeitige Mitglieder der Landesregierung Mikl-Leitner III sind:
- Landeshauptfrau Johanna Mikl-Leitner (ÖVP)
- Landeshauptfrau-Stellvertreter Stephan Pernkopf (ÖVP)
- Landeshauptfrau-Stellvertreter Udo Landbauer (FPÖ)
- und die Landesräte
- Sven Hergovich (SPÖ)
- Christoph Luisser (FPÖ)
- Eva Prischl (SPÖ)
- Susanne Rosenkranz (FPÖ)
- Ludwig Schleritzko (ÖVP)
- Christiane Teschl-Hofmeister (ÖVP)

Im Nationalrat ist Niederösterreich mit aktuell 34 Abgeordneten über die jeweiligen Landeswahlvorschläge vertreten:
- 15 ÖVP
- 7 SPÖ
- 6 FPÖ
- 4 Grüne
- 2 NEOS

plus einer nicht konstanten Zahl an Abgeordneten aus den Bundeswahlvorschlägen (Proportionalausgleichslisten) (Stand nach NR-Wahl 2019).
In den Bundesrat entsendet Niederösterreich als Bundesland mit der größten Bürgerzahl (Zahl der österreichischen Staatsbürger, die im Bundesland ihren Hauptwohnsitz haben) zwölf Mitglieder:
- 5 ÖVP (−2)
- 3 SPÖ (±0)
- 3 FPÖ (+1)
- 1 Grüne (+1)

## Wappen
Das Wappen von Niederösterreich war ursprünglich das Wappen der Markgrafschaft Österreich (das babenbergische „Altösterreich“).
| Wappen von Niederösterreich (bzw. der Markgrafschaft Österreich, das babenbergische "Altösterreich") | Blasonierung: „In Blau fünf (2:2:1) goldene zugewendete Adler. Über dem Schild eine goldene dreitürmige Mauerkrone.“ |
| Wappen von Niederösterreich (bzw. der Markgrafschaft Österreich, das babenbergische "Altösterreich") | |

## Wirtschaft und Infrastruktur
Die wirtschaftlich stärksten Regionen in Niederösterreich befinden sich entlang der Thermenlinie. Der Bezirk mit dem stärksten Steueraufkommen ist der Bezirk Mödling direkt am Südrand von Wien. Je weiter die Gebiete von Wien entfernt liegen, umso schwächer wird ihre Wirtschaftskraft. Im Vergleich mit dem Bruttoinlandsprodukt der Europäischen Union erreichte die Region im Jahr 2014 ausgedrückt in Kaufkraftstandards einen Index von 105 (EU-28: 100; Österreich: 129). Nach dem Zweiten Weltkrieg lag Niederösterreich in der sowjetischen Besatzungszone. Während anderswo in Österreich die Wirtschaft bereits mit dem Wiederaufbau beginnen konnte, blieben hier viele Großbetriebe zerstört oder waren in den Händen der sowjetischen USIA. Reparationsleistungen Österreichs an die Sowjetunion wurden unter anderem in Form von Erdöl, das im Marchfeld gefördert wurde, geleistet. Erst nach dem Abschluss des Staatsvertrages 1955 konnte in Niederösterreich intensiv mit dem wirtschaftlichen Wiederaufbau begonnen werden. Bis 1989 wirkte sich der Eiserne Vorhang noch hemmend auf die Wirtschaftskraft aus. So pendeln noch heute viele Menschen aus dem Waldviertel als Tages- oder Wochenendpendler an ihren Arbeitsplatz in Wien. Die Landespolitik strebt ständig danach, neue Betriebe in Niederösterreich anzusiedeln, zumeist über die landeseigene Gesellschaft Eco Plus und die Gründeragentur RIZ.

### Hauptregionen

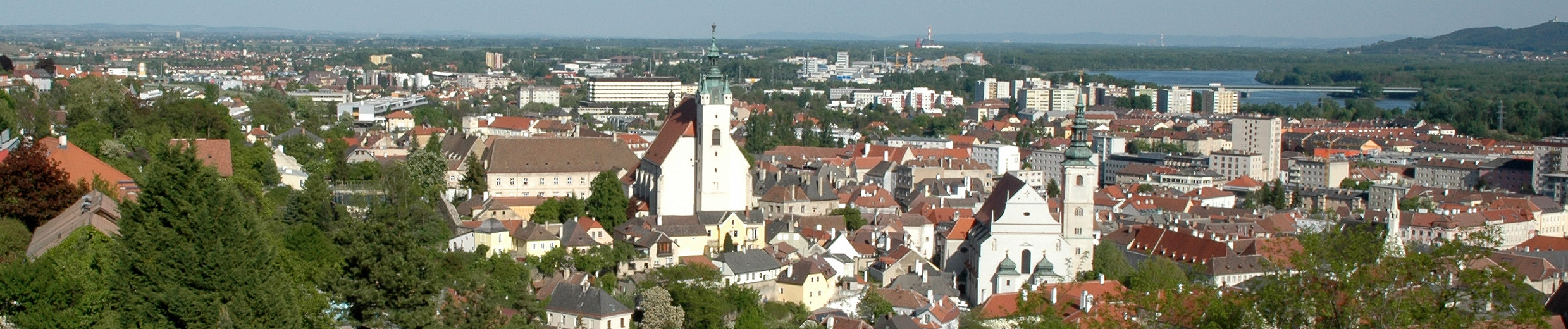
Krems an der Donau; Blickrichtung Osten, rechts die Donau

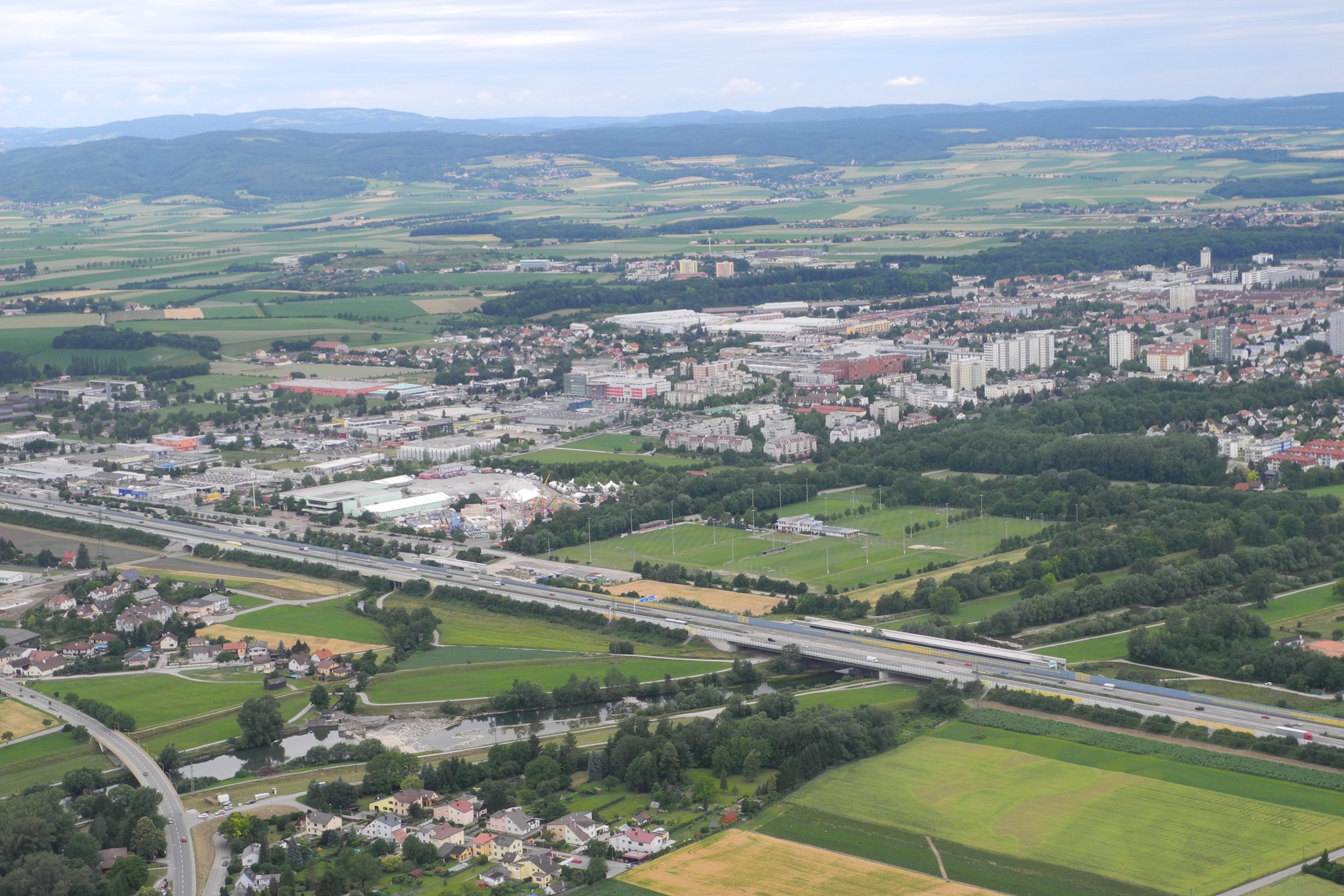
St. Pölten von Südosten, im Vordergrund die Westautobahn, im Hintergrund der Dunkelsteiner Wald, am Horizont das Waldviertel nördlich der Donau

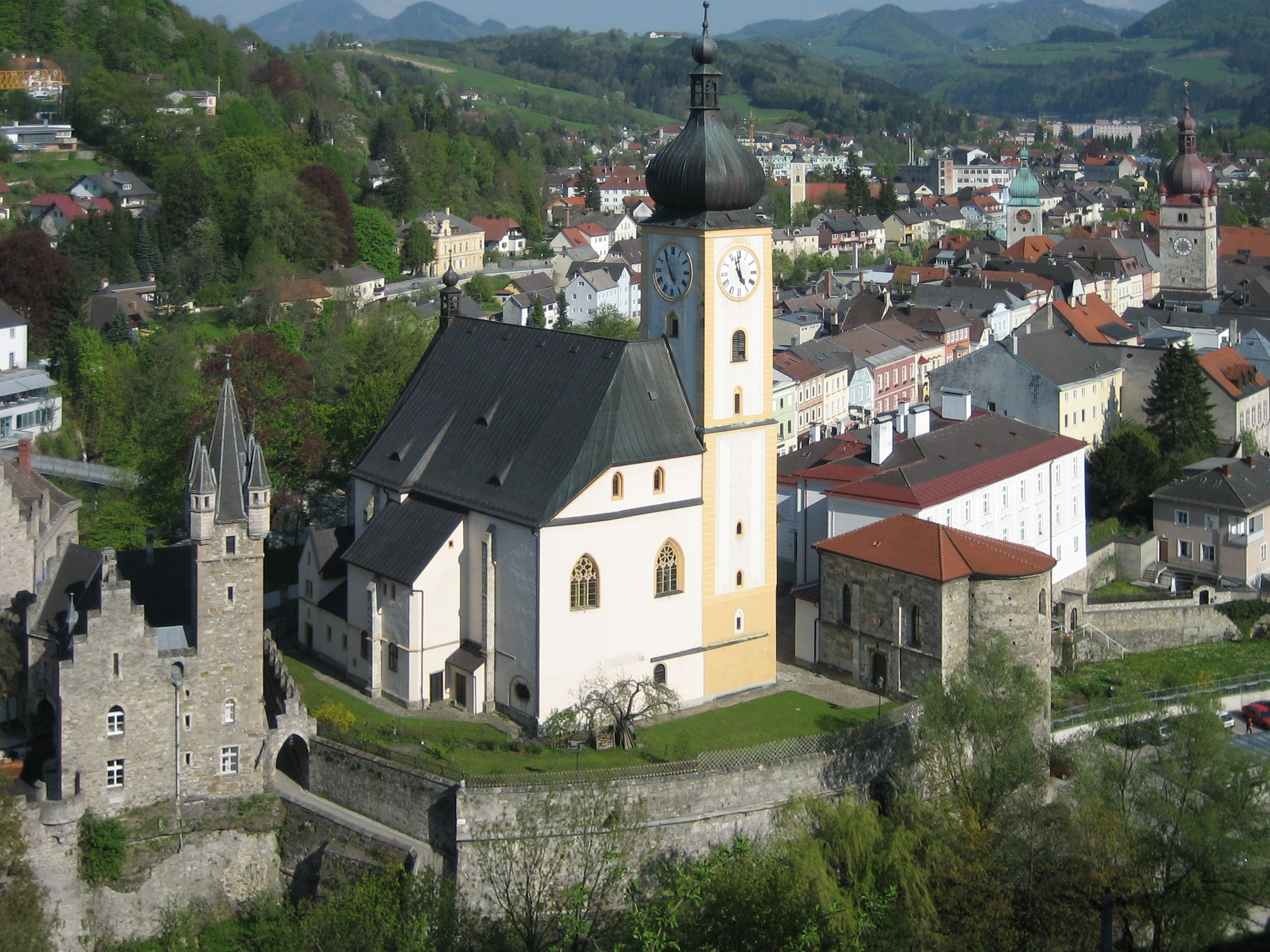
Waidhofen an der Ybbs mit der Stadtpfarrkirche Waidhofen an der Ybbs

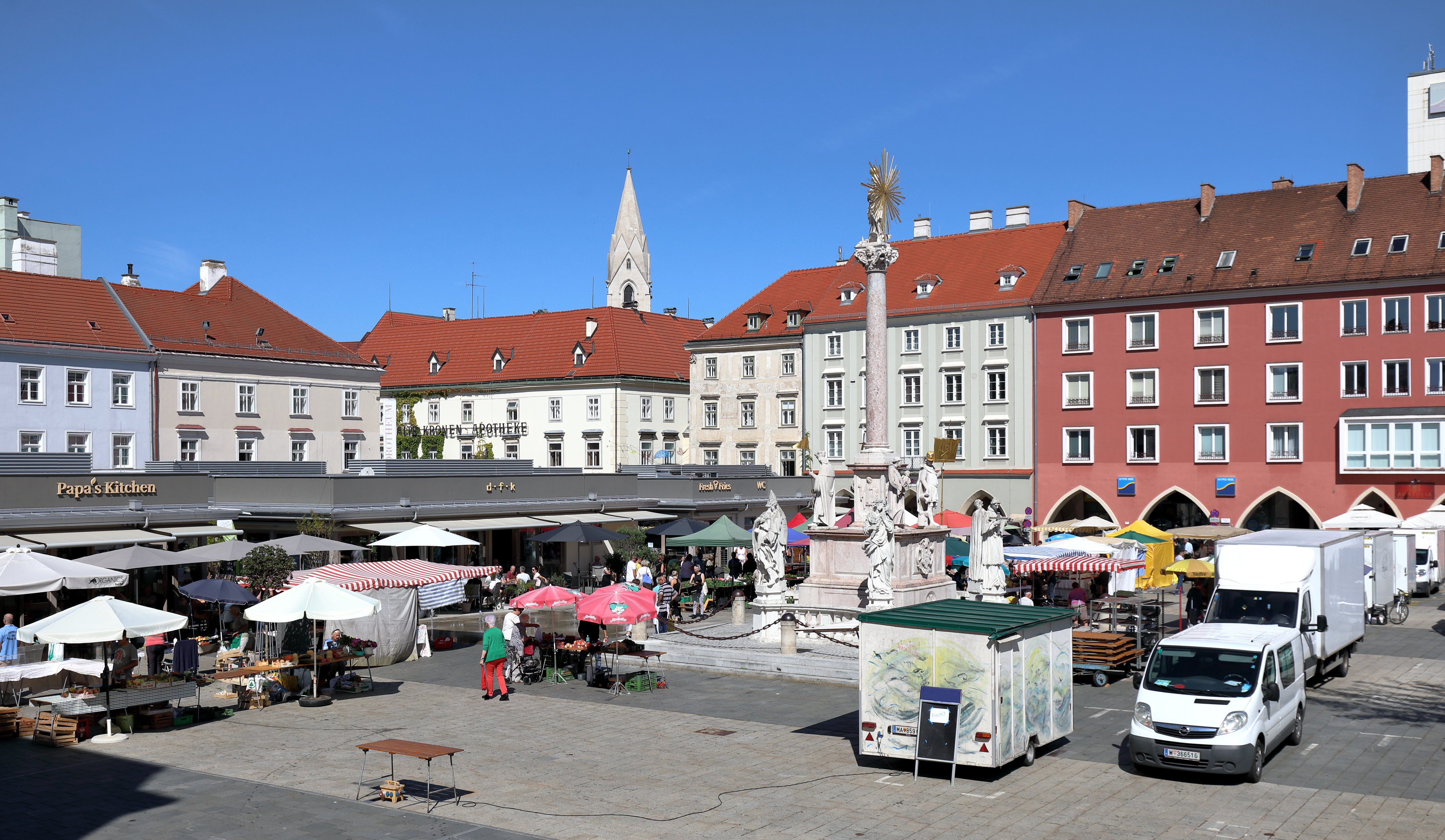
Wiener Neustadt: Hauptplatz

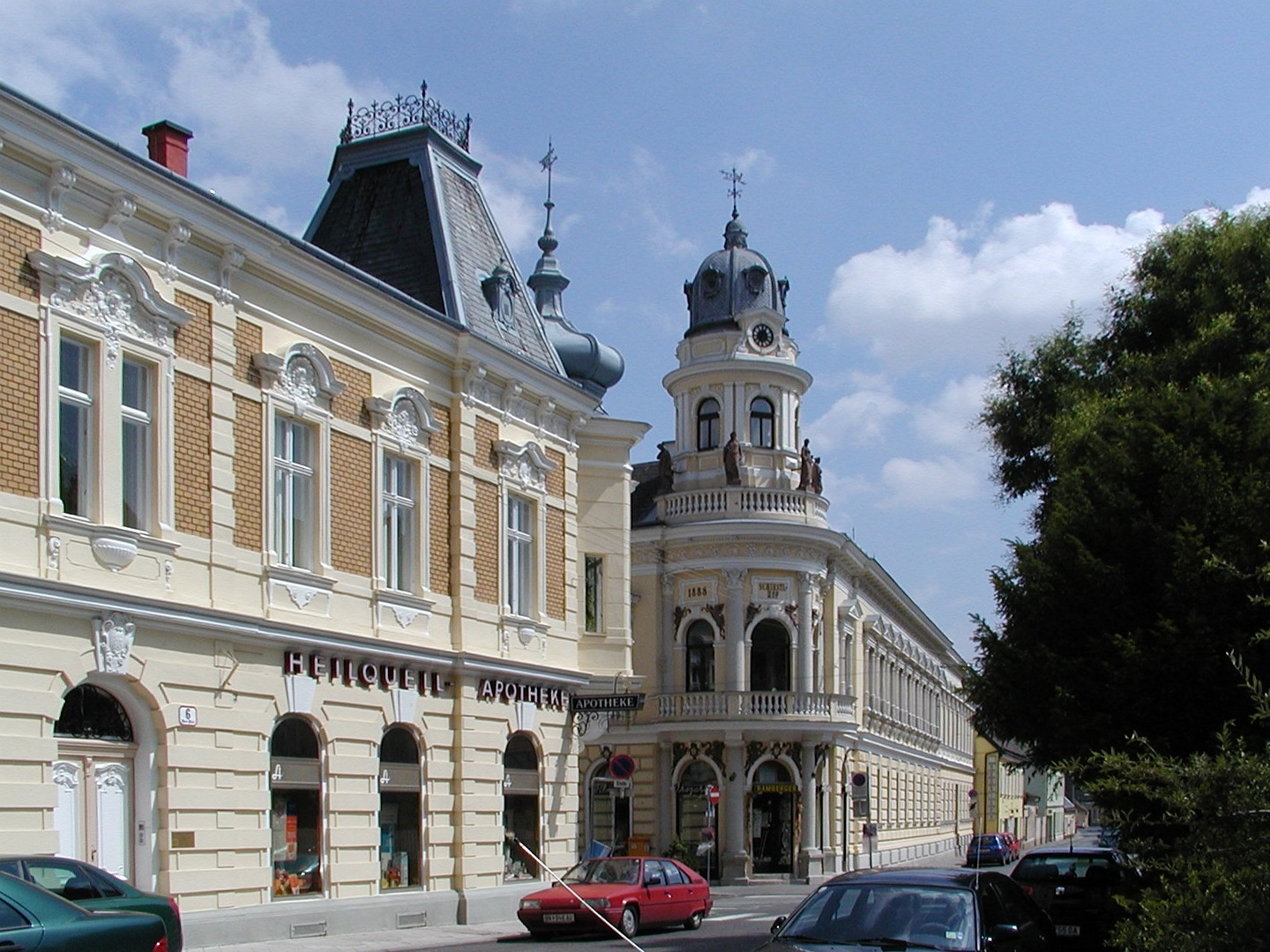
Baden

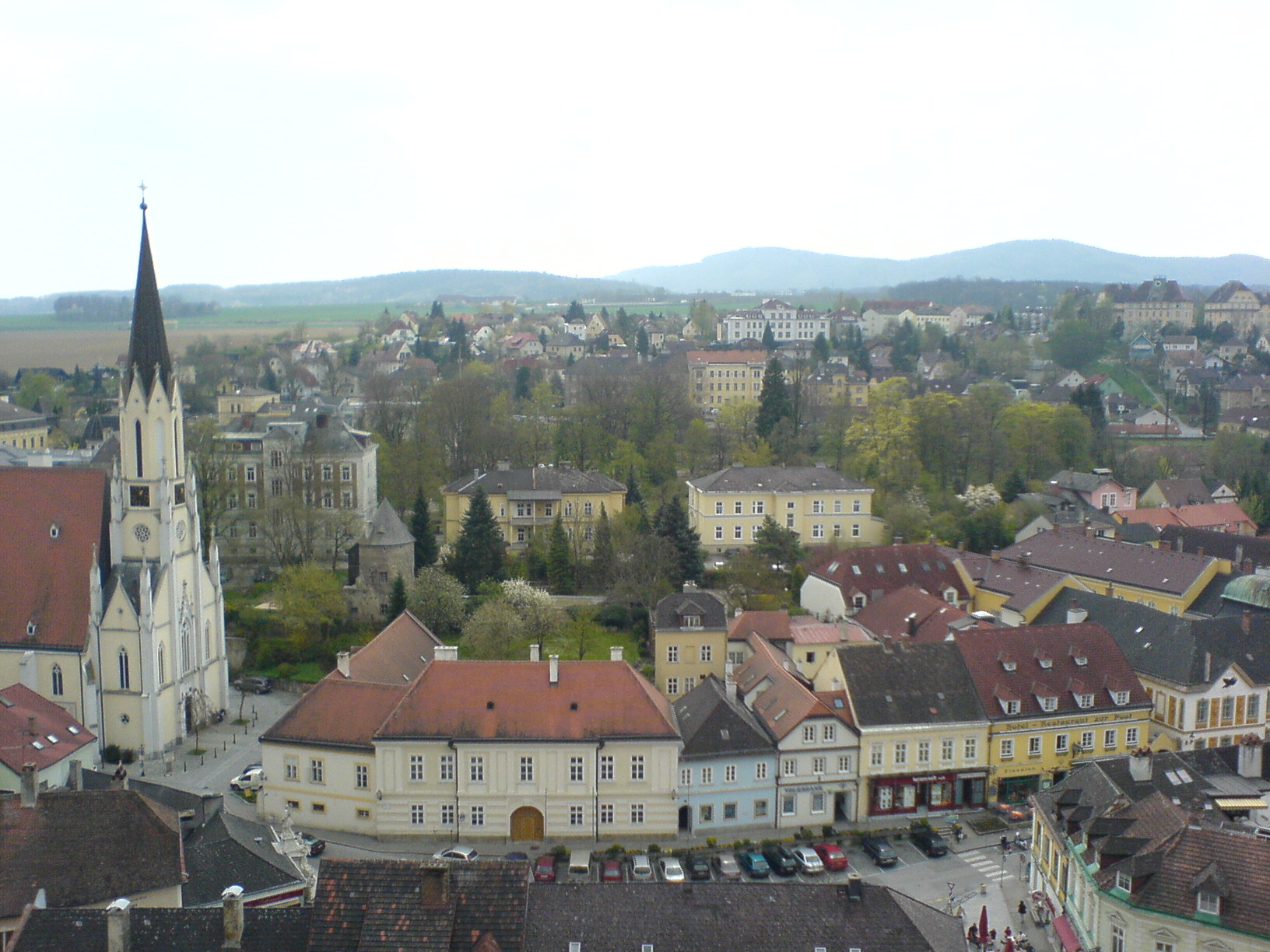
Melk, links die Mariä-Himmelfahrt-Kirche (Melk)

Die niederösterreichische Raumplanung hat aus operativen Gründen das Landesgebiet in fünf Aktionsräume der Regionalen Entwicklungsverbände bzw. der zugehörigen Regionalmanagements unterteilt, das sich mit einigen Abweichungen an den landschaftlichen vier Viertel orientiert. Neu hinzugekommen ist im Raumordnungkonzept des Landes die Region „Mitte“, denn dieser Bereich entsprach weder der klassischen Beschreibung des Mostviertels noch des Industrieviertels, weist inzwischen aber eine große Eigenständigkeit auf, insbesondere seit der Verlegung der Hauptstadt nach St. Pölten. Zugehörig sind die Bezirke Tulln, St. Pölten, Lilienfeld, der südliche Teil vom Bezirk Krems sowie die Statutarstädte St. Pölten und Krems an der Donau. Damit wurden hauptsächlich das Most- und in kleineren Teilen Wald-, Wein- und Industrieviertel etwas beschnitten, wobei auch das südwestliche Waldviertel zum Mostviertel genommen wurde, sodass sich die Gemeinden am Nordufer im Donautal nun mehr nach Süden hin orientieren, und diejenigen westlich von Wien nach Westen.
- Hauptregion Industrieviertel (das Industrieviertel ohne den Ostteil des Bezirks St. Pölten)
- NÖ-Mitte (Statutarstädte St. Pölten und Krems an der Donau sowie die Bezirke St. Pölten, Lilienfeld, Tulln, Teile der Bezirke Krems (Südosten) und Melk)[25]
- Hauptregion Mostviertel (der westliche Teil des Mostviertels: Statutarstadt Waidhofen an der Ybbs, Bezirke Amstetten, Scheibbs und größtenteils Melk, auch mit den Gemeinden des links der Donau, die landschaftlich zum Waldviertel gehören)
- Hauptregion Waldviertel (das Waldviertel ohne die Stadt Krems an der Donau sowie die Bezirke Melk links der Donau und Teile von Krems)
- Hauptregion Weinviertel (das Weinviertel ohne den Bezirk Tulln nördlich der Donau)

Diese Hauptregionen fassen Gebiete zusammen, die gemeinsame Merkmale (geografische Lagebeziehungen, ähnliche Wirtschaftsstruktur, Ressourcenausstattung) oder ähnliche Probleme haben. Hauptaufgabe ist es, die Anliegen dieser Regionen zu artikulieren, entwicklungsstrategisch wichtige Themenschwerpunkte zu formulieren und passende Leitprojekte zu initiieren.
Im Naturschutzkonzept sind darüber hinaus Regionen definiert, die als Unterteilungen der Hauptregionen fungieren. Soweit ihre Grenzen nicht mit denen der Hauptregionen zusammenfallen, sind sie landschaftlich definiert (als Zusammenfassung der landschaftlichen Teilräume).

### Hauptorte
Landeshauptstadt ist seit 1986 St. Pölten; bis zur Übersiedlung dorthin im Jahr 1996 waren Landesregierung und -verwaltung in Wien untergebracht. Wien wurde zwar bereits 1920 ein eigenständiges Bundesland, war aber trotzdem bis 1996 Sitz der niederösterreichischen Landesregierung. Regionalpolitisch sind daneben in Niederösterreich sogenannte Viertelhauptstädte von wichtiger zentralörtlicher Bedeutung in den fünf Hauptregionen.
| Gemeinden mit mehr als 6000 Einwohnern | Gemeinden mit mehr als 6000 Einwohnern | Gemeinden mit mehr als 6000 Einwohnern | Gemeinden mit mehr als 6000 Einwohnern |
| Rang                                   | Gemeinden                              | Einwohner                              | Hauptregion                            |
| -------------------------------------- | -------------------------------------- | -------------------------------------- | -------------------------------------- |
| 01                                     | St. Pölten                             | 59.767                                 | NÖ-Mitte                               |
| 02                                     | Wiener Neustadt                        | 49.156                                 | Industrieviertel                       |
| 03                                     | Klosterneuburg                         | 28.152                                 | NÖ-Mitte                               |
| 04                                     | Baden                                  | 25.931                                 | Industrieviertel                       |
| 05                                     | Krems an der Donau                     | 25.473                                 | NÖ-Mitte                               |
| 06                                     | Amstetten                              | 24.008                                 | Mostviertel                            |
| 07                                     | Schwechat                              | 21.243                                 | Industrieviertel                       |
| 08                                     | Mödling                                | 20.662                                 | Industrieviertel                       |
| 09                                     | Traiskirchen                           | 18.925                                 | Industrieviertel                       |
| 10                                     | Stockerau                              | 17.210                                 | Weinviertel                            |
| 11                                     | Tulln an der Donau                     | 16.951                                 | NÖ-Mitte                               |
| 12                                     | Perchtoldsdorf                         | 14.960                                 | Industrieviertel                       |
| 13                                     | Ternitz                                | 14.697                                 | Industrieviertel                       |
| 14                                     | Korneuburg                             | 13.805                                 | Weinviertel                            |
| 15                                     | Neunkirchen                            | 12.940                                 | Industrieviertel                       |
| 16                                     | Hollabrunn                             | 12.514                                 | Weinviertel                            |
| 17                                     | Bad Vöslau                             | 12.478                                 | Industrieviertel                       |
| 18                                     | Brunn am Gebirge                       | 12.310                                 | Industrieviertel                       |
| 19                                     | Gänserndorf                            | 12.285                                 | Weinviertel                            |
| 20                                     | Strasshof an der Nordbahn              | 12.202                                 | Weinviertel                            |
| 21                                     | Gerasdorf bei Wien                     | 12.158                                 | Weinviertel                            |
| 22                                     | Groß-Enzersdorf                        | 12.088                                 | Weinviertel                            |
| 23                                     | Mistelbach                             | 12.044                                 | Weinviertel                            |
| 24                                     | Ebreichsdorf                           | 12.003                                 | Industrieviertel                       |
| 25                                     | Waidhofen an der Ybbs                  | 11.062                                 | Mostviertel                            |
| 26                                     | Zwettl-Niederösterreich                | 10.771                                 | Waldviertel                            |
| 27                                     | Purkersdorf                            | 9.970                                  | NÖ-Mitte                               |
| 28                                     | Wiener Neudorf                         | 9.647                                  | Industrieviertel                       |
| 29                                     | Guntramsdorf                           | 9.450                                  | Industrieviertel                       |
| 30                                     | St. Valentin                           | 9.356                                  | Mostviertel                            |
| 31                                     | Deutsch-Wagram                         | 9.257                                  | Weinviertel                            |
| 32                                     | Berndorf                               | 8.919                                  | Industrieviertel                       |
| 33                                     | Maria Enzersdorf                       | 8.802                                  | Industrieviertel                       |
| 34                                     | Bruck an der Leitha                    | 8.687                                  | Industrieviertel                       |
| 35                                     | Neulengbach                            | 8.675                                  | NÖ-Mitte                               |
| 36                                     | Himberg                                | 8.324                                  | Industrieviertel                       |
| 37                                     | Langenzersdorf                         | 8.194                                  | Weinviertel                            |
| 38                                     | Herzogenburg                           | 7.990                                  | NÖ-Mitte                               |
| 39                                     | St. Andrä-Wördern                      | 7.956                                  | NÖ-Mitte                               |
| 40                                     | Pressbaum                              | 7.932                                  | NÖ-Mitte                               |
| 41                                     | Sieghartskirchen                       | 7.813                                  | NÖ-Mitte                               |
| 42                                     | Pottendorf                             | 7.770                                  | Industrieviertel                       |
| 43                                     | Vösendorf                              | 7.706                                  | Industrieviertel                       |
| 44                                     | Wolkersdorf im Weinviertel             | 7.544                                  | Weinviertel                            |
| 45                                     | Langenlois                             | 7.477                                  | Waldviertel                            |
| 46                                     | Kottingbrunn                           | 7.451                                  | Industrieviertel                       |
| 47                                     | Hainburg an der Donau                  | 7.038                                  | Industrieviertel                       |
| 48                                     | Wilhelmsburg                           | 6.557                                  | NÖ-Mitte                               |
| 49                                     | Horn                                   | 6.492                                  | Waldviertel                            |
| 50                                     | Traismauer                             | 6.481                                  | NÖ-Mitte                               |
| 51                                     | Laa an der Thaya                       | 6.280                                  | Weinviertel                            |
| 52                                     | Breitenfurt bei Wien                   | 5.998                                  | NÖ-Mitte                               |

Bis zur Erhebung Wiens zum eigenen Bundesland durch die Bundesverfassung 1920 war Wien die größte Stadt Niederösterreichs.

### Energie
Die Letzte Meile der Energieversorgung mit Strom und Gas hat durchwegs die landeseigene EVN. Die Wiener Randgemeinden werden nach wie vor durch Wien Energie versorgt. Als letzter Ort wurde in Niederösterreich Harmanschlag im Bezirk Gmünd im Jahr 1963 an das Stromnetz angeschlossen.
Seit 2015 wird der in Niederösterreich verbrauchte Strom vollständig aus erneuerbaren Energien gewonnen. Dabei sind die vier Landesviertel an den einzelnen Erzeugungsarten verschieden beteiligt. So liegt der Anteil an Erzeugung von Photovoltaik im Mostviertel am höchsten. Beim Waldviertel ist es die Wasserkraft, im Weinviertel die Windkraft. Im Industrieviertel ist ein Mix aller Formen zu finden. 2019 erzeugten Niederösterreichs Windkraftanlagen etwa 30 % der dort gewonnenen elektrischen Energie. Ende 2024 hatten die 823 Windkraftanlagen Niederösterreichs eine Gesamtleistung von 2199,6 MW; damit befand sich mehr als die Hälfte (54,6 %) der Windkraftleistung Österreichs in Niederösterreich. 47 % des 2022 in Niederösterreich erzeugten Stromes kam aus Wasserkraft, vor allem aus vier Laufwasserkraftwerken an der Donau, aber auch aus 561 kleineren Kraftwerken. 6 % des Stromes wurden mit Biomasse erzeugt, 32 % durch Windkraft und 15 % mit Photovoltaik.
Standorte und Leistungen der Windkraftwerke finden sich in der Liste von Windkraftanlagen in Niederösterreich.

### Medien
Niederösterreichs größte Medien sind der ORF Niederösterreich, Ableger der öffentlich-rechtlichen Radio- und Fernsehanstalt, und die Wochenzeitung Niederösterreichische Nachrichten (NÖN) des Verlages Niederösterreichisches Pressehaus. Zumeist werden in Niederösterreich aber in Wien erscheinende Medien konsumiert.

### Landwirtschaft
42 % der gesamten Landesfläche sind Ackerland. 40 % sind als Waldfläche ausgewiesen. Nutzviehhaltung, Ackerbau und Forstwirtschaft sind starke Wirtschaftszweige. Allerdings ist die Zahl der darin Beschäftigten in den letzten 50 Jahren auf unter zehn Prozent aller Berufstätigen gesunken.
Ein weiterer wichtiger Wirtschaftszweig ist der Weinbau, der vor allem im Weinviertel, in der Wachau und in der Thermenregion zu finden ist. 25.943 Hektar werden im niederösterreichischen Weinbau bewirtschaftet (Stand: 30. November 2022). Von den insgesamt sechs DAC-Weinbauregionen in ganz Österreich, wo qualitativ hochwertiger Wein angebaut wird, liegen vier in Niederösterreich.

### Tourismus

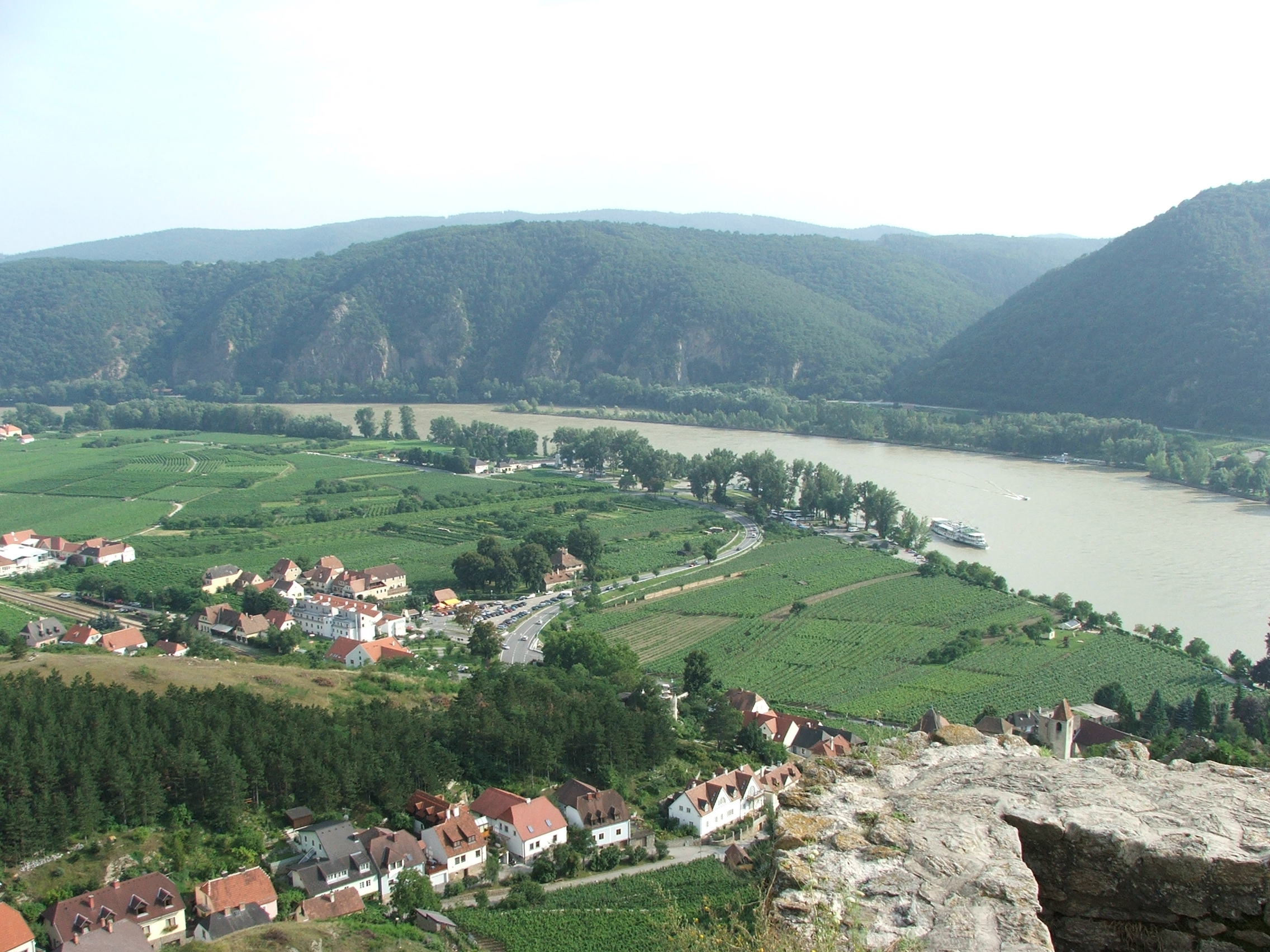
Blick auf die östliche Wachau

Für Niederösterreich ist insbesondere der Tagestourismus aus der Agglomeration Wien wirtschaftlich von großer Bedeutung. Das Land präsentiert sich als natürliches Freizeitareal für alle Jahreszeiten. Die „Niederösterreich-Card“, die ganzjährig gültig ist, unterstützt diesen Geschäftszweig ebenso wie die zahlreichen sommerlichen Kulturfestivals in allen Landesteilen.
Im Nächtigungstourismus hat das Land durch Gäste aus den mittel- und osteuropäischen Ländern stark gewonnen. So hat etwa das an Tschechien grenzende Waldviertel den stärksten Nächtigungszuwachs. Vor allem das südliche Umland Wiens (Schwechat, Vösendorf) profitiert dank der Verkehrsverbindungen vom Städtetourismus. Seit Ende des 20. Jahrhunderts verzeichnet auch die Landschaft rund um das UNESCO-Weltkulturerbe Wachau stärkere Besucherfrequenz.
Die Tourismuswirtschaft bewirbt vor allem die großen Kulturzentren im Land wie die vielen Klöster und Schlösser. Auch Urlaub am Bauernhof wird stark beworben und gerne angenommen. Überregional wenig bekannt ist Niederösterreichs beträchtlicher Anteil an den Ostalpen; er wird unter dem Begriff „Wiener Alpen“ beworben. Im Winter ziehen die Skigebiete vor allem Gäste aus dem früheren Ostblock und Tagesgäste aus Wien an. Die Skipisten liegen nicht sehr hoch und sind bei Klimawandel gefährdet.
Christiane Hörbiger bewarb den Tourismus in Niederösterreich. Der Schriftsteller Alfred Komarek betrieb mit seiner Roman- und TV-Figur des Weinviertler Gendarmerieinspektors Simon Polt indirekt Sympathiewerbung für das Land.

### Sicherheit und Soziales
In St. Pölten hat die Landespolizeidirektion Niederösterreich ihren Sitz.
Den Katastrophen- und Brandschutz nehmen 1646 Freiwillige Feuerwehren und 90 Betriebsfeuerwehren wahr. Das Landesfeuerwehrkommando sowie die Ausbildungsstätte der Feuerwehr, die Landesfeuerwehrschule befinden sich in Tulln an der Donau. Die Alarmierung erfolgt über feuerwehreigene Alarmzentralen, die entweder einen oder mehrere Bezirke umfassen. Außerdem befindet sich am Standort des Landesfeuerwehrverbandes in Tulln mit einer redundanten Stelle bei der Landesregierung in Tulln die Landeswarnzentrale für Niederösterreich.
Der Rettungsdienst wird im Allgemeinen in Niederösterreich vom Roten Kreuz, das in allen Bezirken und in zahlreichen Ortsstellen vertreten ist, sowie in Teilbereichen auch vom Samariter-Bund wahrgenommen. Das Rote Kreuz hat seinen Landessitz in Tulln, während der ASBÖ in Wilhelmsburg beheimatet ist. Die Koordinierung nahezu aller Rettungsmittel im Bundesland wird von der als Gesellschaft geführten Rettungsleitstelle 144 Notruf Niederösterreich übernommen, bei welcher das Land zu 66 % Gesellschafter ist. Die Erhaltung der Rettungskräfte war bis 2020 Aufgabe der Gemeinden durch den früher umgangssprachlich als Rettungs-Schilling, später Rettungs-Euro bezeichneten Beitrag, bevor auch diese durch eine Regelung vom Land direkt ab dem Jahr 2021 erfolgt.
In der Hesserkaserne in St. Pölten befindet sich das Militärkommando Niederösterreich.
Soziale Dienstleistungen wie Hauskrankenpflege bieten unter anderem die Landesverbände vom Hilfswerk Österreich sowie der Caritas an. Alle öffentlichen Krankenhäuser sind im Eigentum des Bundeslandes und werden von der Niederösterreichischen Landeskliniken-Holding verwaltet.
Neben diesen Diensten gibt es noch weitere freiwillige Hilfsorganisationen, die im Katastrophenschutz eingebunden sind. Zu diesen gehören:
- Niederösterreichische Bergrettung
- Niederösterreichische Höhlenrettung
- Niederösterreichischer Zivilschutzverband
- Österreichischer Versuchssenderverband
- Niederösterreichische Berg- und Naturwacht
- Team Österreich

### Verkehr

#### Straßen
Straßenzüge richten sich nach den wirtschaftlichen Erfordernissen und verlaufen daher meist sternförmig auf die Städte zu. In Niederösterreich dominierte vor allem die Bundeshauptstadt Wien bei der Errichtung von Straßen. Weiters folgen Straßenzüge auch den naturräumlichen Gegebenheiten wie den Tälern.
Im Jahr 2017 lag der Motorisierungsgrad (Personenkraftwagen pro 1000 Einwohner) bei 641.

##### Hochrangige Verkehrswege
Zu den wichtigsten Straßenverkehrswegen zählen die Westautobahn A 1 und die Südautobahn A 2, die Wien mit weiten Teilen Österreichs verbinden. Beide sind über die Wiener Außenring Autobahn A 21, einen Teil des geplanten Autobahnringes um Wien, zusammengeschlossen. Nach der Ostöffnung wurden die Ost Autobahn A 4. und später die Nordautobahn A 5 errichtet, die über die Außenringschnellstraße S 1 in den Autobahnringes um Wien eingebunden sind.
Von der Südautobahn zweigen die Südostautobahn A 3 ins nördliche Burgenland und die Semmeringschnellstraße S 6 ins steirische Mürztal ab. Wichtig im Regionalverkehr ist die Donauuferautobahn A 22, mit der anschließenden Stockerauer Schnellstraße S 5 die Verbindung von Wien nach Krems (Wachau).
Im hochrangigen Straßennetz ist seit der Beseitigung des Eisernen Vorhanges 1989 ständig steigender Transitverkehr vor allem in Ost-West-Richtung zu verzeichnen. Die Westautobahn wird daher durchgehend auf drei Spuren pro Fahrtrichtung ausgebaut. Auch der Pendlerverkehr (zwischen Wohn- und Arbeitsort) findet zu einem großen Teil auf der Straße statt.

##### Ehemalige Bundesstraßen
Die mit „B“ bezeichneten Straßen sind ehemalige Bundesstraßen und stehen seit 2002 in der Verwaltung der Bundesländer, womit sie nur noch umgangssprachlich als Bundesstraßen bezeichnet werden. In Niederösterreich befinden sich die Wiener Straße B 1 bis zur Bernstein Straße B 49 und dann noch einige Straßenzüge mit höheren Nummern.

##### Landesstraßen
In Niederösterreich werden Landesstraßen mit einem vorangestellten „L“ gekennzeichnet, auf Verkehrsschildern werden diese Kürzel aber selten angeführt. Landesstraßen mit ein- bis dreistelligen Bezeichnungen weisen auf eine höhere Bedeutung im Straßennetz hin, vierstellige Bezeichnungen haben Landesstraßen, wenn sie kleine Ortsverbindungen ohne überörtlicher Bedeutung darstellen. Denn es ist eine niederösterreichische Eigenheit, dass jede Straße, die eine Gemeindegrenze quert, in der Verwaltung des Landes steht. Das Niederösterreichische Landesstraßenverzeichnis ist das amtliche Verzeichnis aller Landesstraßen.

#### Bahnen

##### Hauptbahnen
Wichtige Bahnstrecken, sogenannte Hauptbahnen, sind die Nordbahn, die erste Dampfeisenbahn der Monarchie, die Südbahn, die Ostbahn und die Westbahn, gereiht nach ihrer Eröffnung. Diese stellen das Grundnetz dar und wickeln den internationalen Fernverkehr ab, weshalb sie auch zweigleisig ausgeführt sind. Auch die Franz-Josefs-Bahn wurde bis in die 1990er Jahre als Hauptbahn betrieben; aktuell wird der Fernverkehr nach Prag aber über die Nordbahn geführt. Die Westbahn wurde 2012 durch eine neue Hochgeschwindigkeitsstrecke durch den Wienerwaldtunnel ergänzt; seit 2015 ist nicht mehr der historische Wiener Westbahnhof, sondern der neu gebaute Hauptbahnhof ihr Streckenende in Wien.
Mit der geplanten Flughafenspange soll der Flughafen Wien an die Ostbahn angebunden werden. Damit könnten z. B. direkte Züge von Bratislava zum Flughafen Wien geführt werden.

##### Nebenbahnen
Die Österreichischen Bundesbahnen betreiben im Land außerdem ein umfangreiches, aus der Zeit vor 1918 stammendes Netz von Nebenbahnen. Das Umland von Wien wird mit dichtem Regionalverkehr und Schnellbahnbetrieb bedient; zur leichteren Benutzbarkeit wurde der Verkehrsverbund Ostregion (VOR) geschaffen, der bis an die nördlichen und östlichen Grenzen (Nieder-)Österreichs reicht.
Zahlreiche Strecken wurden wegen Unrentabilität eingestellt oder in der Folge von der NÖVOG übernommen, die einige Strecken wie die schmalspurige Mariazeller Bahn im Regelbetrieb führt und andere als Museumsbahn. Es sind dies beispielsweise die Wachaubahn und der Reblaus-Express.

#### Busverkehr
Im Auftrag des Landes betreiben die Firma Postbus und andere Verkehrsbetriebe ein dichtes Netz an Buslinien, oft auch parallel zu bestehenden Bahnlinien. Die Wieselbusse befahren mit Schnellbussen ein Netz, das als Endpunkt St. Pölten hat.

#### Donauschifffahrt
Die Güterschifffahrt auf der internationalen Wasserstraße Donau hat mit dem größten Donauhafen Niederösterreichs, Krems, große Verkehrsbedeutung. In der Passagierschifffahrt sind neben dem Lokalverkehr in der Wachau vor allem Kreuzfahrtschiffe aus ganz Europa bemerkenswert, die die Donau oder die Route Rhein–Main–Donau befahren. Zahlreiche Donau-Fähren, teilweise KFZ-tragend queren den Fluss. Freizeitverkehr geht von kleineren Häfen und Einsetzstellen aus und spiegelt sich in der Bootsmesse Tulln. Die Schnellboote Wien-Bratislava durchfahren Niederösterreich nur.

#### Flugverkehr
Schwechat in Niederösterreich ist Standort des größten österreichischen Flughafens, des Flughafens Wien, der sich dank der EU-Osterweiterung mittlerweile zu einer wichtigen Drehscheibe im internationalen Flugverkehr entwickelt hat. Das Land Niederösterreich ist 20 %-Aktionär der Flughafenbetriebsgesellschaft.
In Langenlebarn befindet sich der Fliegerhorst Brumowski des Bundesheeres. Regionale Flugplätze sind der Flugplatz Altlichtenwarth, der Flugplatz Dobersberg, der Flugplatz Krems-Langenlois, der Flugplatz Ottenschlag, der Flugplatz Seitenstetten, der Flugplatz Spitzerberg, der Flugplatz Stockerau, der Flugplatz St. Georgen am Ybbsfeld, der Flugplatz Völtendorf und der Flugplatz Vöslau. Wiener Neustadt weist eine Kleinflugzeugfabrikation und das Flugmuseum Aviaticum am privaten Flugplatz Ost sowie den größten unbefestigten und zugleich ältesten Flugplatz Europas, den vom Militär betriebenen Flugplatz Wiener Neustadt/West auf.

### Bildung

#### Kindergärten
Das Kindergartenwesen ist vor allem durch die Öffentliche Hand organisiert. Das Niederösterreichische Kindergartengesetz macht den politischen Gemeinden bei der Errichtung eines Kindergartens klare Vorgaben. Bei diesen, als NÖ Landeskindergarten bezeichneten Einrichtungen, übernehmen die Gemeinden die Planung, Errichtung und Erhaltung, während das Land das pädagogische Kindergartenpersonal stellt. Zugleich ist das Land auch die Aufsichtsbehörde über die rund 1000 Landeskindergärten Niederösterreichs.
Daneben gibt es etwa 40 Privatkindergärten. In den meisten Fällen sind die Betreiber kirchliche Organisationen.

#### Schulen
In Niederösterreich gibt es neben den Pflichtschulwesen zahlreiche höherbildende Schulen, die mit Matura abschließen. Diese befinden sich zumeist in den Bezirkshauptstädten und schwerpunktmäßig in Schulstädten wie Baden, Hollabrunn, Krems an der Donau, St. Pölten oder Wiener Neustadt.

#### Tertiärer Bildungssektor
Eine universitäre Ausbildung wird durch folgende Einrichtungen angeboten:
- PH Baden
- ITM Bad Vöslau
- Universität für Weiterbildung Krems (Donauuniversität)
- Danube Private University in Krems an der Donau
- Institute of Science and Technology Austria (IST) in Klosterneuburg-Maria Gugging
- Universitäts- und Forschungszentrum Tulln (UFT) in Tulln an der Donau
- Universitätszentrum Hollabrunn
- PH Krems
- IMC FH Krems
- Technologie- und Forschungszentrum Wiener Neustadt (TFZ) in Wiener Neustadt
- Bio Science Park Krems in Krems an der Donau
- Karl Landsteiner Privatuniversität für Gesundheitswissenschaften in Krems an der Donau
- Technologiezentrum Wieselburg-Land (TZWL) in Wieselburg-Land
- FH Wiener Neustadt
- FH St. Pölten

Darüber hinaus erfolgt eine berufsorientierte akademische Ausbildung in:
- Priesterseminar St. Pölten
- Philosophisch-Theologische Hochschule Benedikt XVI. in Stift Heiligenkreuz
- MilAK in Wiener Neustadt
- Kommunalakademie

Daneben gibt es Berufsschulen:
- LBS Amstetten,
- LBS Eggenburg,
- LBS Geras,
- LBS Langenlois,
- LBS Neunkirchen,
- LBS Pöchlarn,
- LBS Waldegg,
- LBS Laa an der Thaya
- LBS Zistersdorf und den
- Gutshof Edelhof sowie die
- Feuerwehrschule Tulln

und die Sternwarte Michelbach, die offizielle niederösterreichische Volkssternwarte.

### Verwaltung
Das Amt der NÖ Landesregierung ist das höchste Verwaltungsorgan des Landes, aber selbst keine Behörde, sondern ein administrativer Hilfsapparat der Niederösterreichischen Landesregierung. Das Amt der NÖ Landesregierung ist dabei im eigenen Wirkungsbereich tätig, also in der Vollziehung der Landesgesetze und auch im übertragenen Wirkungsbereich, somit in der Vollziehung von Bundesgesetzen, womit die Bundesländer entweder durch die Verfassung oder auf andere Weise bemächtigt sind.
Zwecks Bürgernähe wird ein bestimmter Teil der Verwaltung durch die Bezirkshauptmannschaften wahrgenommen, die wie Außenstellen des Amtes der NÖ Landesregierung fungieren. Dazu ist Niederösterreich in 20 Verwaltungsbezirke gegliedert (Anzahl seit 2017). Eine Sonderstellung nehmen dabei die vier Statutarstädte ein, die die Bezirksverwaltung selbst wahrnehmen.
Seit der letzten Gemeindereform im Jahr 1970 und einigen kleineren Änderungen gibt es in Niederösterreich 573 Gemeinden.
Eine Volksbefragung über die sogenannte Hauptstadtfrage brachte 1986 die Entscheidung dafür, St. Pölten zur neuen Landeshauptstadt zu machen und die zentralen Einrichtungen Niederösterreichs aus Wien dorthin zu übersiedeln. Von 1986 bis 1996 erfolgten der Bau des Regierungsviertels und die sukzessive Übersiedlung von Organen, Behörden und Ämtern des Landes. Im Sinne der Dezentralisierung wurden diverse Verwaltungsstellen nicht nach St. Pölten, sondern in die Landesviertel bzw. in Bezirkshauptmannschaften verlegt.

## Kultur

### Stifte, Schlösser, Burgen

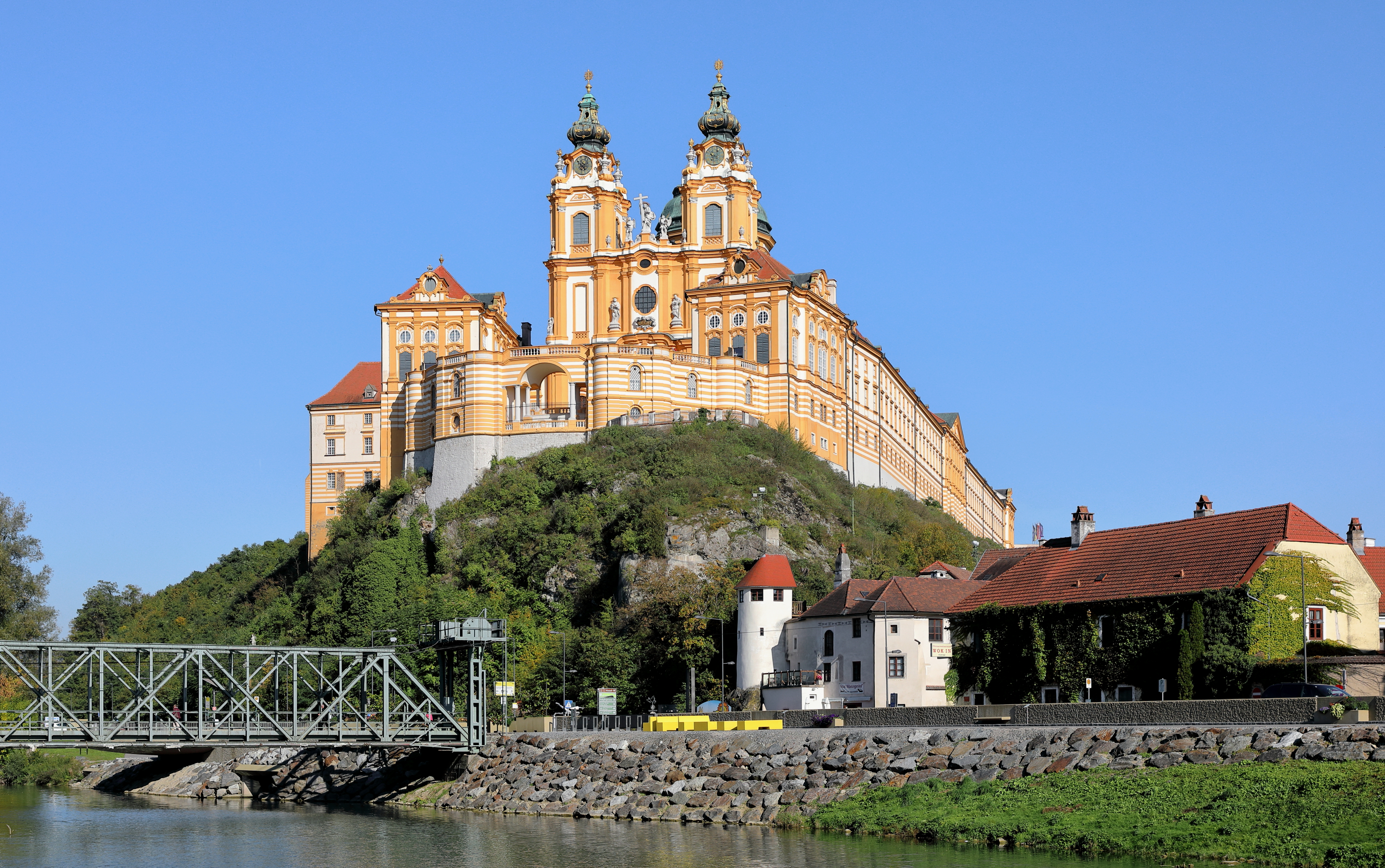
Stift Melk

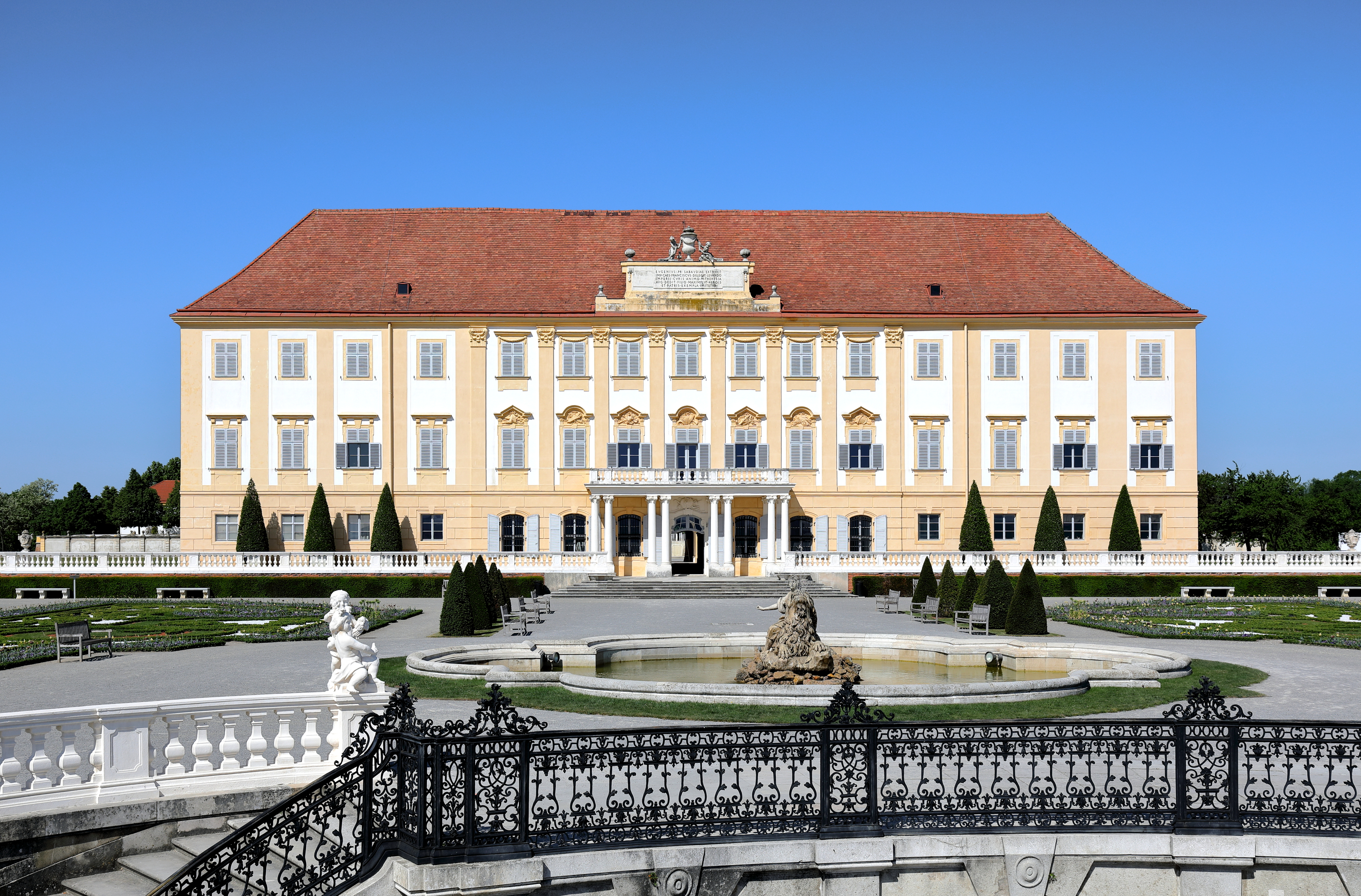
Schloss Hof

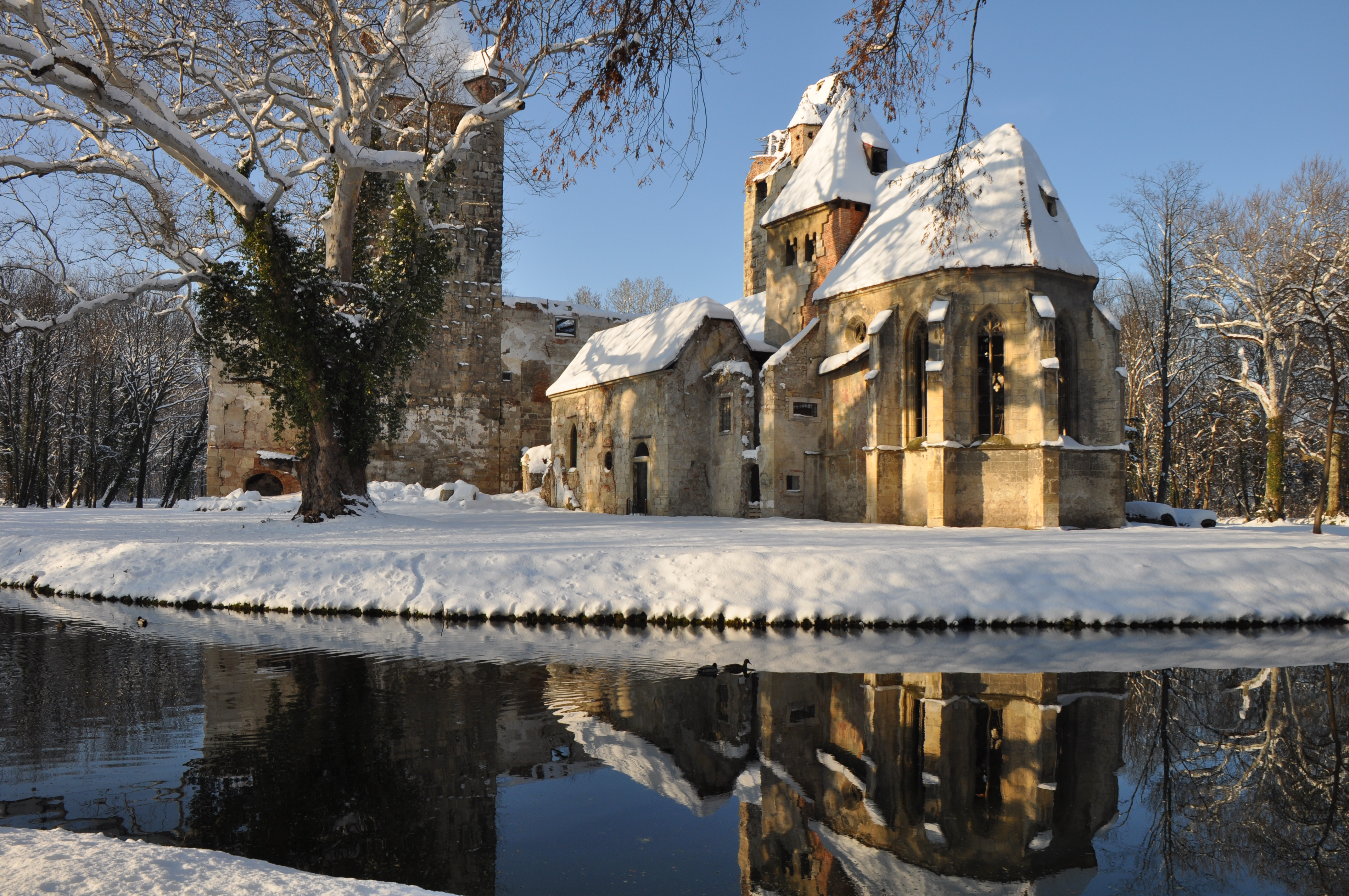
Schloss Pottendorf

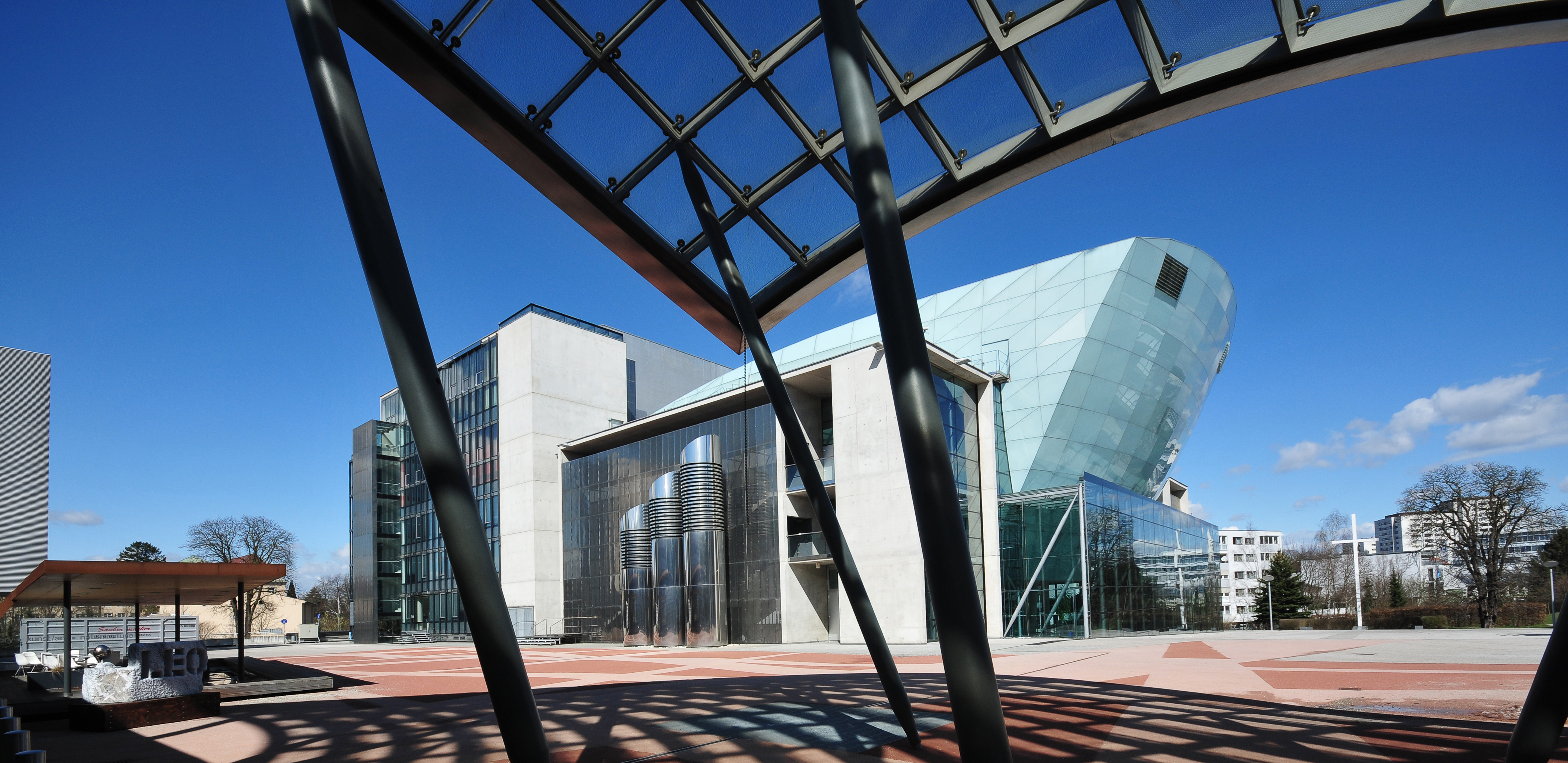
Blick vom Landesmuseum zum Festspielhaus

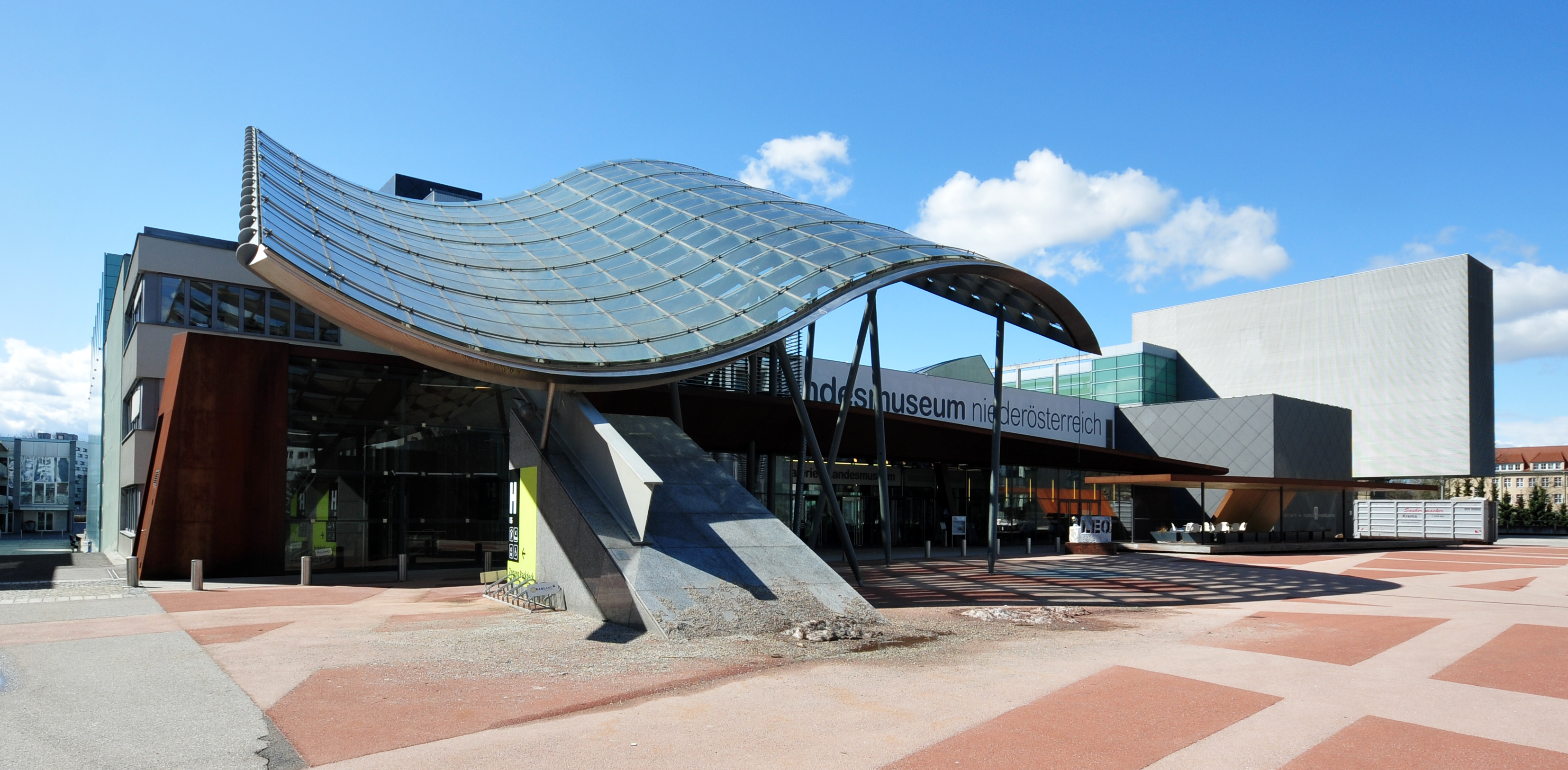
Landesmuseum Niederösterreich

In Niederösterreich bestehen zahlreiche Klöster und Stifte, die seit jeher als Kulturzentren fungiert haben:
- Stift Melk (seit 1089)
- Stift Klosterneuburg (seit 1114; Herzogssitz, bevor Wien es wurde)
- Stift Heiligenkreuz (seit 1133)
- Stift Altenburg
- Stift Dürnstein
- Stift Geras
- Stift Göttweig
- Stift Herzogenburg
- Stift Lilienfeld
- Stift Seitenstetten
- Stift Zwettl

Die meisten der einst der Aristokratie vorbehaltenen Schlösser und Burgen sind heute Sehenswürdigkeiten, Ausstellungsorte und Konzertsäle, beispielsweise die Schallaburg und Schloss Hof sowie die Schlösser Grafenegg, Thürntal, Wilfersdorf, Artstetten, Rosenau, Greillenstein, Eckartsau, Niederweiden, Laxenburg, Rohrau und Rosenburg am Kamp.

### Museen
Wichtige Einrichtungen sind das Niederösterreichische Landesmuseum, im St. Pöltner Kulturbezirk neu erbaut, die Kunstmeile Krems mit der Kunsthalle und dem ebenfalls neu gebauten Karikaturmuseum, die römischen Ausgrabungen im Archäologiepark Carnuntum und das Museum Carnuntinum, das Egon-Schiele-Museum in Tulln, das Kokoschka-Haus in Pöchlarn, das Museum für Urgeschichte und der Heldenberg. Jedes zweite Jahr veranstaltet die Landesregierung eine große Landesausstellung.

### Theater, Bühnen und Kinos
Das 1997 eröffnete Festspielhaus St. Pölten wird ganzjährig bespielt. Theater bieten auch die Stadttheater in St. Pölten und Baden. Außerdem werden Sommerbühnen in Berndorf, Stockerau, Langenlois, Felsenbühne Staatz (Musicals), Weißenkirchen in der Wachau und bei der Burg Liechtenstein bespielt. Das umfangreiche Angebot wird werblich im „Theaterfest Niederösterreich“ zusammengefasst. Das jährliche Donaufestival kommt dazu.
Viele Einrichtungen werden von der im Landesbesitz stehenden Niederösterreich Kultur GmbH betrieben. Ein Impulsgeber für regionale Kunst- und Kulturinitiativen ist die Kulturvernetzung Niederösterreich mit dem Viertelfestival. Ein Servicepartner und Veranstalter im Volkskulturbereich ist das Projekt Volkskultur Niederösterreich mit den Geschäftsbereichen Musikschulmanagement, Chorszene, Museumsmanagement, Volkskultur Europa und dem Niederösterreichischen Volksmusikfestival. In der Erwachsenenbildung ist vor allem das Bildungs- und Heimatwerk Niederösterreich zu erwähnen.
Die Programmkinos Cinema Paradiso in St. Pölten und Österreichische Filmgalerie in Krems tragen zum Erhalt der Kinokultur und der Filmkunst bei.

### Wissenschaft und Forschung
In Niederösterreich sind mehrere wissenschaftliche Institutionen angesiedelt. Zu nennen sind hier unter anderen:
- Labor der Internationalen Atomenergieorganisation in Seibersdorf
- Universität für Weiterbildung Krems (Donauuniversität)
- Institute of Science and Technology Austria (IST) in Klosterneuburg-Maria Gugging

Als Forschungszentren haben sich in Niederösterreich im ersten Jahrzehnt des 21. Jahrhunderts einige Standorte herausgebildet:
- Universitäts- und Forschungszentrum Tulln (UFT) in Tulln an der Donau
- Technologie- und Forschungszentrum Wiener Neustadt (TFZ) in Wiener Neustadt
- Bio Science Park Krems in Krems an der Donau
- Technologiezentrum Wieselburg-Land (TZWL) in Wieselburg-Land
- WasserCluster Lunz (WCL) in Lunz am See

### Belletristik
Das „Land um Wien“ war und ist Arbeitsort vieler Autoren und Schauplatz zahlreicher Werke der Belletristik (Beispiele):
- Joseph von Eichendorff: Aus dem Leben eines Taugenichts. Die Hauptfigur als Gärtner in einem Schloss bei Wien. 1823.
- Franz Grillparzer: König Ottokars Glück und Ende. Wie es 1278 zur Schlacht auf dem Marchfeld kam. 1825.
- Ferdinand Raimund: Klassiker des österreichischen Volksstücks mit Liebe zu Gutenstein. Bis 1836.
- Bertha von Suttner wohnte 1885–1903 zwischen ihren Reisen auf Schloss Harmannsdorf und schrieb hier sozialkritische Romane[40]
- Arthur Schnitzler: Das weite Land. Tragikomödie in einer Villa am Semmering. 1911.
- Josef Weinheber: Wiener NS-Dichter stirbt in seinem Wohnsitz Kirchstetten. 1945.
- Martin Costa: Der Hofrat Geiger. Mariandl aus der Wachau findet ihre Liebe und ihren Vater. 1942 (verfilmt 1947 und 1961).
- Alfred Komarek: Polt muss weinen. Roman um einen Weinviertler Dorfgendarmen. 1998; (mehrere Fortsetzungen und Verfilmung).

### Wissenschaftliche Literatur
In der wissenschaftlichen Literatur hat eine in Niederösterreich erforschte sozialwissenschaftliche Studie unter Experten den Rang eines Klassikers erreicht:
- Marie Jahoda, Paul Felix Lazarsfeld, Hans Zeisel: Die Arbeitslosen von Marienthal. Ein soziographischer Versuch über die Wirkungen langandauernder Arbeitslosigkeit. Hrsg. Österreichische Wirtschaftspsychologische Forschungsstelle. Verlag Hirzel, Leipzig 1933 – Marienthal ist Teil von Gramatneusiedl.

### Geschichte
- Heinz Arnberger, Claudia Kuretsidis-Haider (Hrsg.): Gedenken und Mahnen in Niederösterreich: Erinnerungszeichen zu Widerstand, Verfolgung, Exil und Befreiung. Mandelbaum, Wien 2011, ISBN 978-3-85476-367-3.